# 페데리코 바로치
페데리코 바로치(이탈리아어: Federico Barocci 또는 Barozzi, 1535년경~1612년 9월 30일)는 이탈리아 르네상스 시대의 화가이자 판화가이다. 그의 원래 이름은 페데리코 피오리(Federico Fiori)였고, 별명은 일 바로치오(Il Baroccio)였다. 그의 작품은 높은 평가를 받고 영향력이 있었으며, 루벤스의 바로크 시대의 전조가 되었다. 바로치는 일반적으로 이탈리아 중부에서 당대 최고의 화가이자 가장 개성 있는 화가로 여겨진다.

## 어린 시절
바로치는 우르비노 공국의 우르비노에서 태어났으며, 지역에서 유명한 조각가였던 아버지 암브로조 바로치(Ambrogio Barocci)에게서 조기 수련을 받았다. 그 후 그는 우르비노에서 화가 바티스타 프랑코 베네치아노 밑에서 견습생이 되었다. 그는 삼촌인 바르톨로메오 젠가와 함께 페사로로 갔고, 1548년에는 로마로 가서 당시 가장 뛰어난 화실이었던 매너리즘 화가 타데오 주카리와 페데리코 주카리의 화실에서 작업했다.

## 로마와 우르비노에서의 활동
바로치는 로마에서 4년을 보낸 후 고향으로 돌아왔는데, 그곳에서 그의 첫 번째 작품은 성찬회를 위해 제작된 《성 마가렛》이었다. 그는 교황 비오 4세의 초대를 받아 로마 바티칸의 사도궁인 비오 4세의 별관 장식을 도우러 갔고, 그곳에서 성모 마리아와 아기 예수, 여러 성인, 그리고 수태고지를 묘사한 프레스코 천장화를 그렸다.
두 번째 체류 기간 동안, 바티칸의 장식을 완성하던 중 바로치는 장 질환으로 쓰러졌다. 그는 그의 성공에 질투심을 느낀 경쟁 화가들이 자신이 먹은 샐러드에 독을 넣었을 것이라고 의심했다. 그는 자신의 병이 말기라고 두려워하여 1563년 로마를 떠났다. 4년 후 그는 성모 마리아에게 기도한 후 부분적으로 병이 호전되었다고 한다. 그러나 독살 사건 이후로 바로치의 건강은 매우 나빠졌지만, 그 후로도 거의 40년 동안 생산적인 활동을 이어갔다. 동시대 사람들은 그를 다소 우울하고 건강염려증이 있는 사람으로 묘사하지만, 그의 그림은 생동감 넘치고 화려하다. 그는 먼 곳에서도 주요 제단화 제작 의뢰를 계속 받았지만, 로마로 돌아가지는 않았고 주로 고향에서 우르비노 공작인 프란체스코 마리아 2세 델라 로베레의 후원을 받으며 활동했다. 그의 작품의 배경에는 공작의 궁전이 보이는데, 매너리즘에서 유래한 듯한 강제적 관점으로 묘사되어 있다.

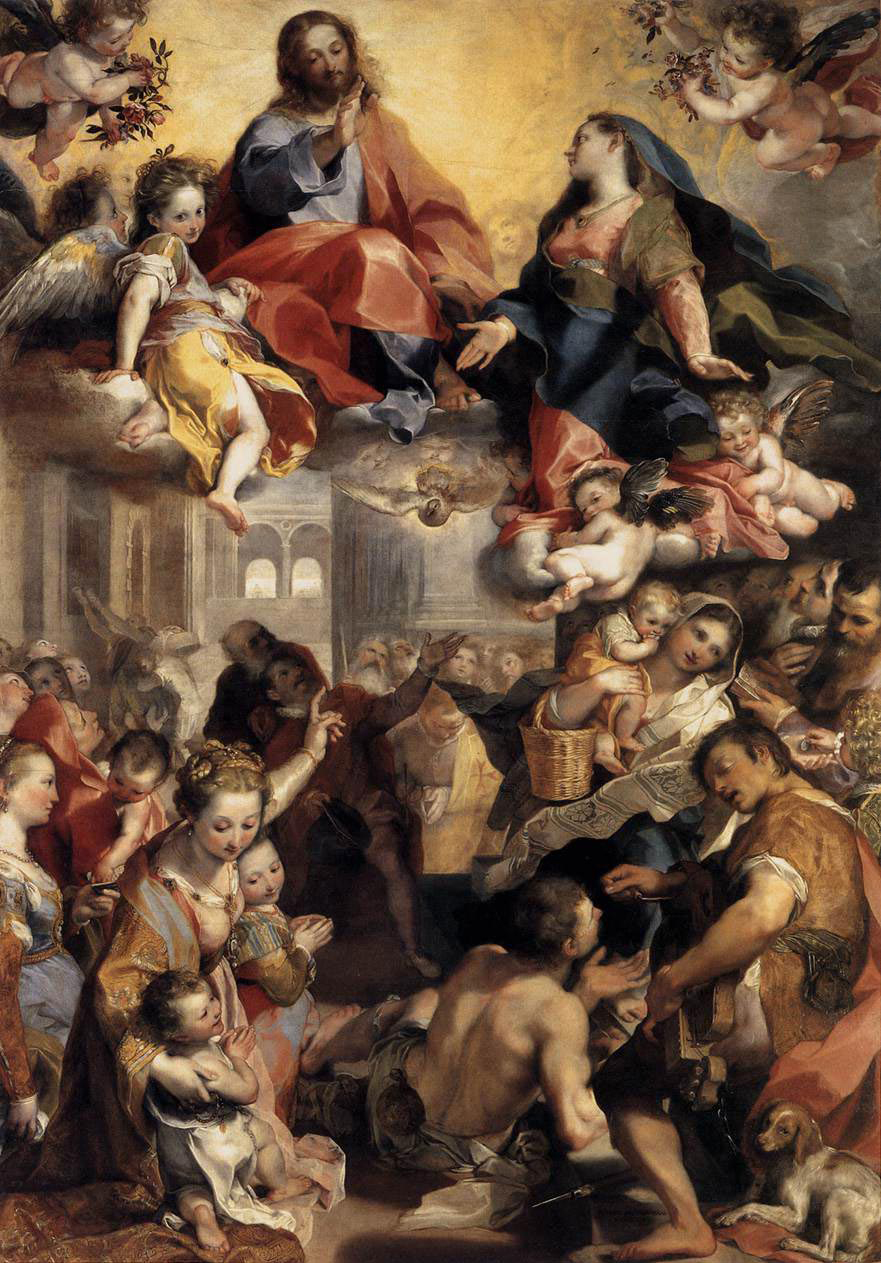
《마돈나 델 포폴로》, 1579년, 우피치 미술관

바로치는 예술적 명성과 영향력의 정점이었던 로마에서 쫓겨났지만, 그의 스타일은 계속해서 혁신되었다. 어쩌면 그는 안토니오 다 코레조의 색분필/파스텔 그림을 접했을 수도 있지만, 바로치의 뛰어난 파스텔 습작은 이 기법의 가장 초기의 본보기로 남아 있다. 파스텔과 유화 스케치(그가 개척한 또 다른 기법)를 사용한 바로치의 부드럽고 유백색의 표현은 몽환적인 느낌을 불러일으킨다. 이러한 습작은 바로치가 제단화를 완성하는 데 사용한 복잡한 과정의 일부였다. 작품의 최종 완료에 이르기까지 일련의 단계를 체계적으로 이행하여 실행 속도가 빠르고 성공적이었다. 바로치는 몸짓, 구도, 형상 습작(모형 사용), 조명 습작(점토 모형 사용), 원근법 습작, 색채 습작, 자연 습작 등 수많은 스케치를 그렸다. 오늘날 그가 그린 그림은 2,000점이 넘게 남아 있다. 이후 그가 캔버스에 그린 밑그림의 모든 디테일은 이러한 방식들로 표현되었다. 대표적인 예로 《마돈나 델 포폴로》(우피치 미술관 소장)를 들 수 있는데 이 작품은 다양한 사람, 포즈, 시점, 자연스러운 디테일, 색상, 조명 및 분위기 효과로 인한 색상과 활력의 소용돌이라 볼 수 있다. 《마돈나 델 포폴로》는 초기 스케치부터 머리 부분의 색채 습작, 최종 실물 크기 밑그림까지 관련 그림이 많이 남아 있다. 이처럼 힘든 과정에도 불구하고 바로치는 붓놀림을 열정적이고 자유롭게 유지하며 천재성을 보였고, 얼굴, 손, 휘장 그리고 하늘을 가로지르는 보석처럼 영적인 빛이 깜빡이는 것처럼 보이도록 했다.
바로치의 반종교개혁을 수용은 그의 길고도 성공적인 경력에 영향을 미쳤다. 1566년까지 그는 프란치스코회의 분파인 카푸친 평신도 수도회에 가입했다. 그는 영적인 영역과 일상생활을 다시 연결하고자 노력했던 성 필립보 네리의 오라토리오의 영향을 받았을 것으로 추측된다. 산타 마리아 인 발리첼라 성당(키에사 누오바)의 풍요로움이 쌓이는 것에 대해 다소 양가적이었던 네리는 이 거대하고 경건한 제단화의 선구자인 바로치에게 두 개의 완성된 작품을 의뢰했는데, 이 두 작품은 각각 《방문》(1583~1586)과 《성모 마리아의 봉헌》(1593~1594)이다. 네리는 바로치가 이전에 그렸던 그림에서 성모 마리아와 엘리자베스가 서로 인사하는 모습을 보고 매우 황홀해 했다고 전해진다.

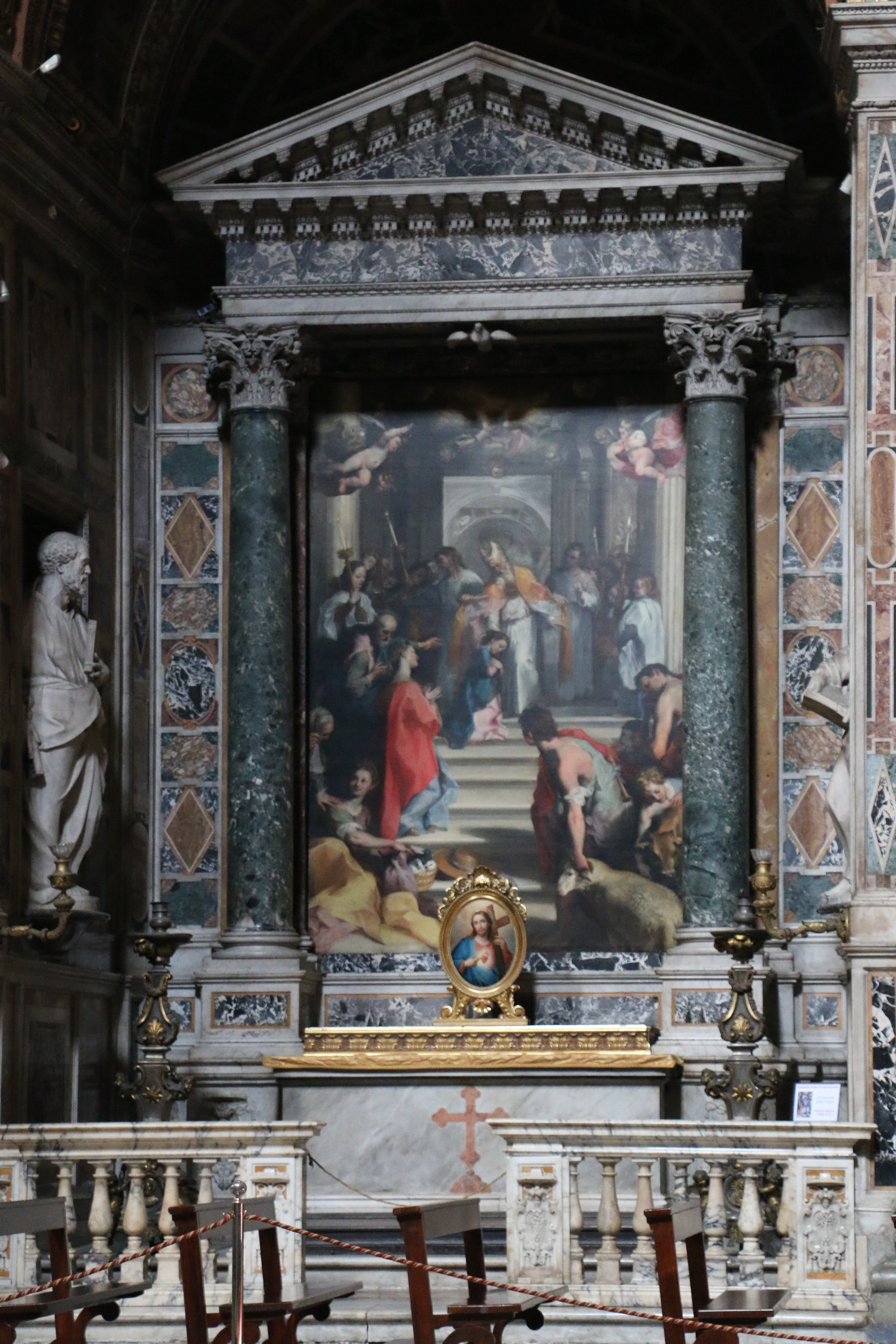
《성모 마리아의 성전 봉헌》, 산타 마리아 인 발리첼라 성당

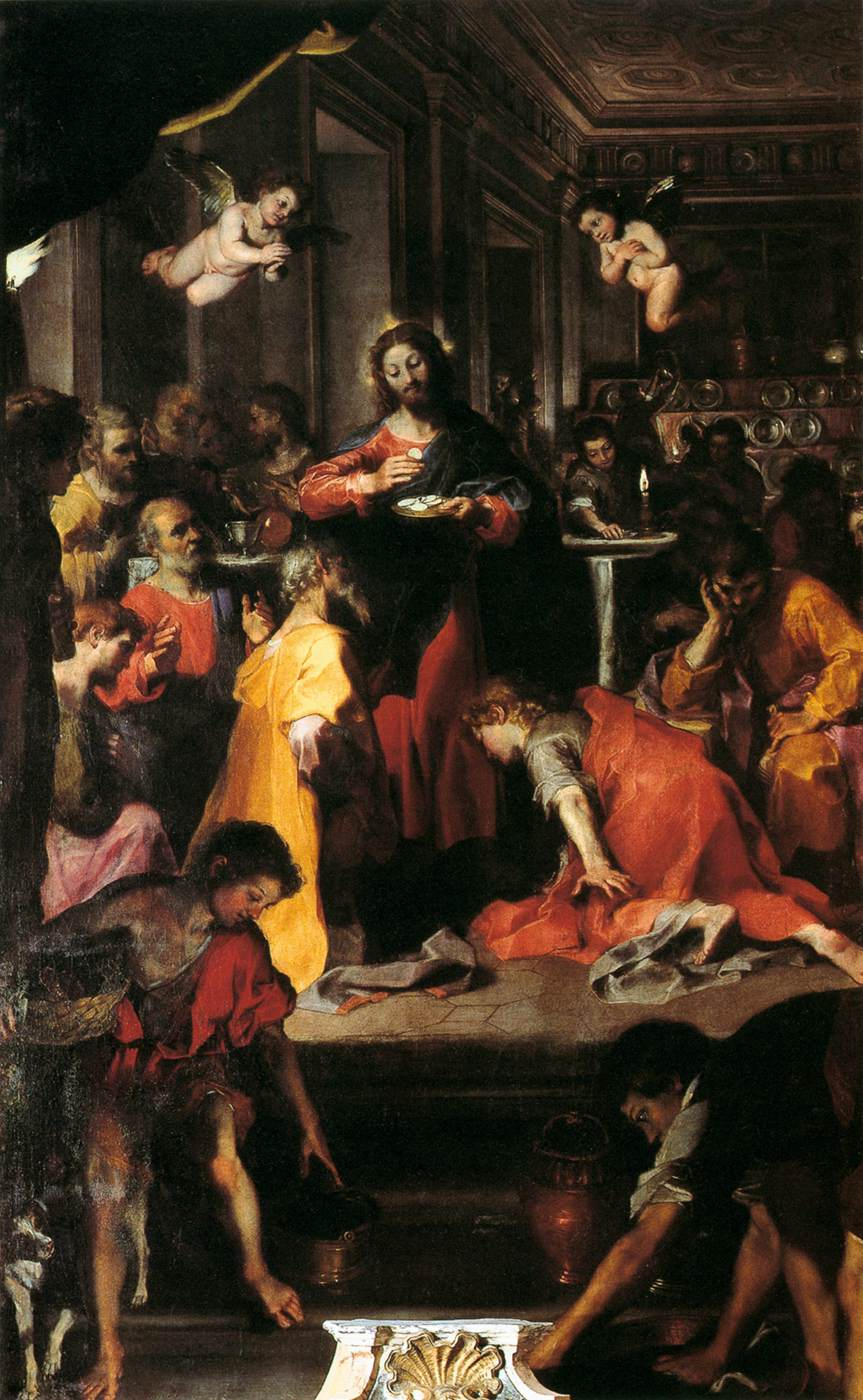
《사도들의 성찬식》, 1603년~1608년경, 산타 마리아 소프라 미네르바 성당

바로치는 우르비노에서 페루자의 산 로렌초 대성당을 위해 《십자가에서의 강림》을 그렸다. 그는 교황 그레고리 13세 재임 기간 동안 다시 로마를 방문하여 키에사 누오바(Chiesa Nuova)를 위해 《성모 마리아의 엘리자베스 방문》과 《성모 마리아의 성전 봉헌》, 그리고 키에사 델라 미네르바를 위해 《사도들의 성찬식》을 그렸다.

## 평가 및 영향
바로크 시대의 조르조 바사리라고 할 수 있는 미술 전기 작가 조반니 피에트로 벨로리는 바로치를 당시 가장 뛰어난 화가 중 한 명으로 여겼다. 바로치의 감성적인 화풍은 페테르 파울 루벤스가 이탈리아를 방문했을 당시 그에게 큰 영향을 미쳤다. 루벤스는 《성 비탈레의 순교》를 그린 것으로 알려져 있는데, 그 그림에서 순교자의 굽이치는 듯한 살결을 인상적으로 묘사했다. 또한 루벤스의 《성 리비누스 순교》는 종려나무 잎을 든 푸토부터 오른쪽 하단 모서리에 개가 있는 모습까지 바로치에게서 많은 영향을 받은 듯하다.

## 작품

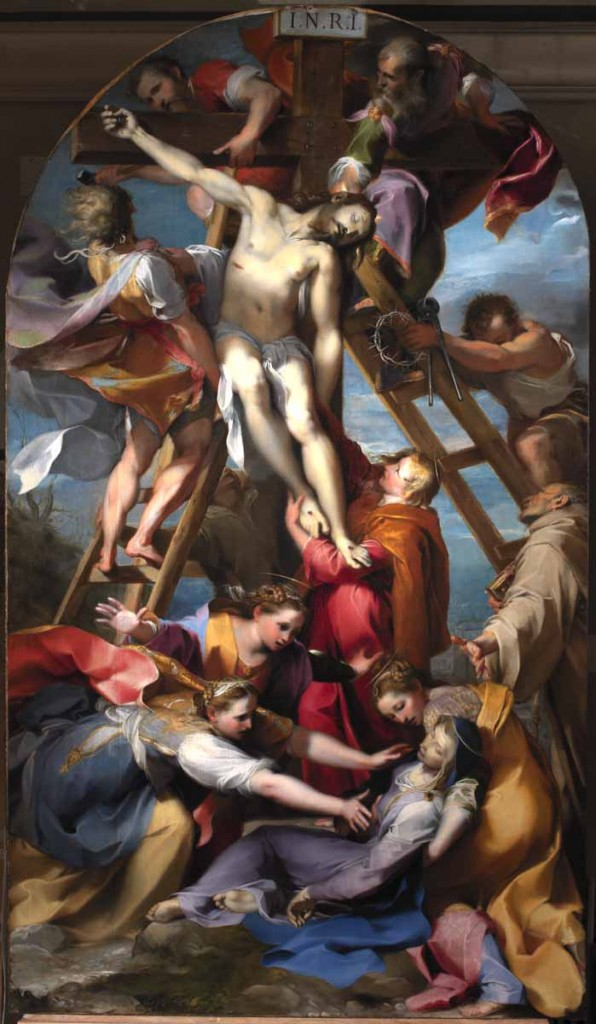
《십자가로부터의 강하》, 1567년~1569년, 페루자 대성당
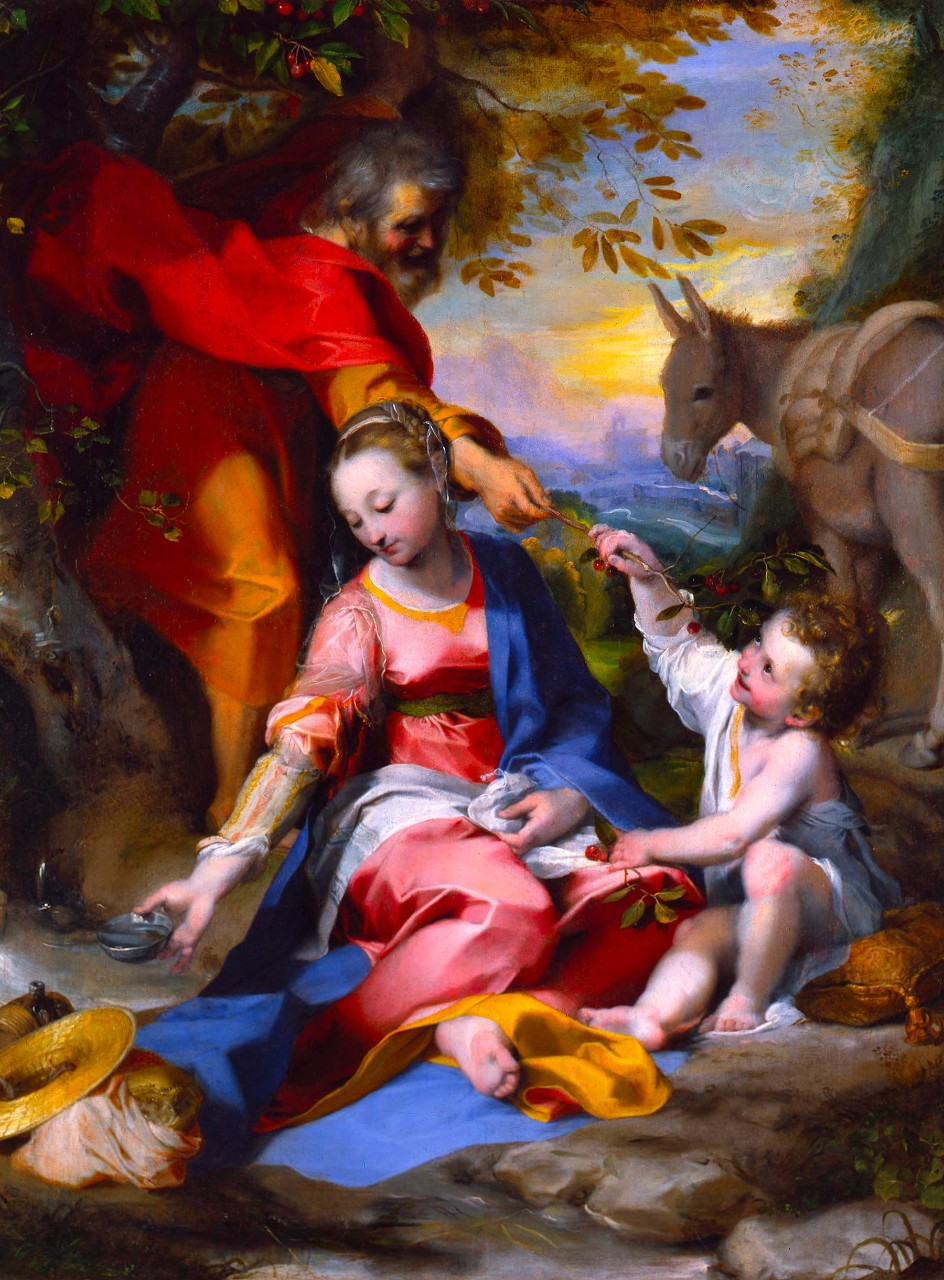
《이집트로 피신 중의 휴식》, 1573년경, 바티칸 박물관
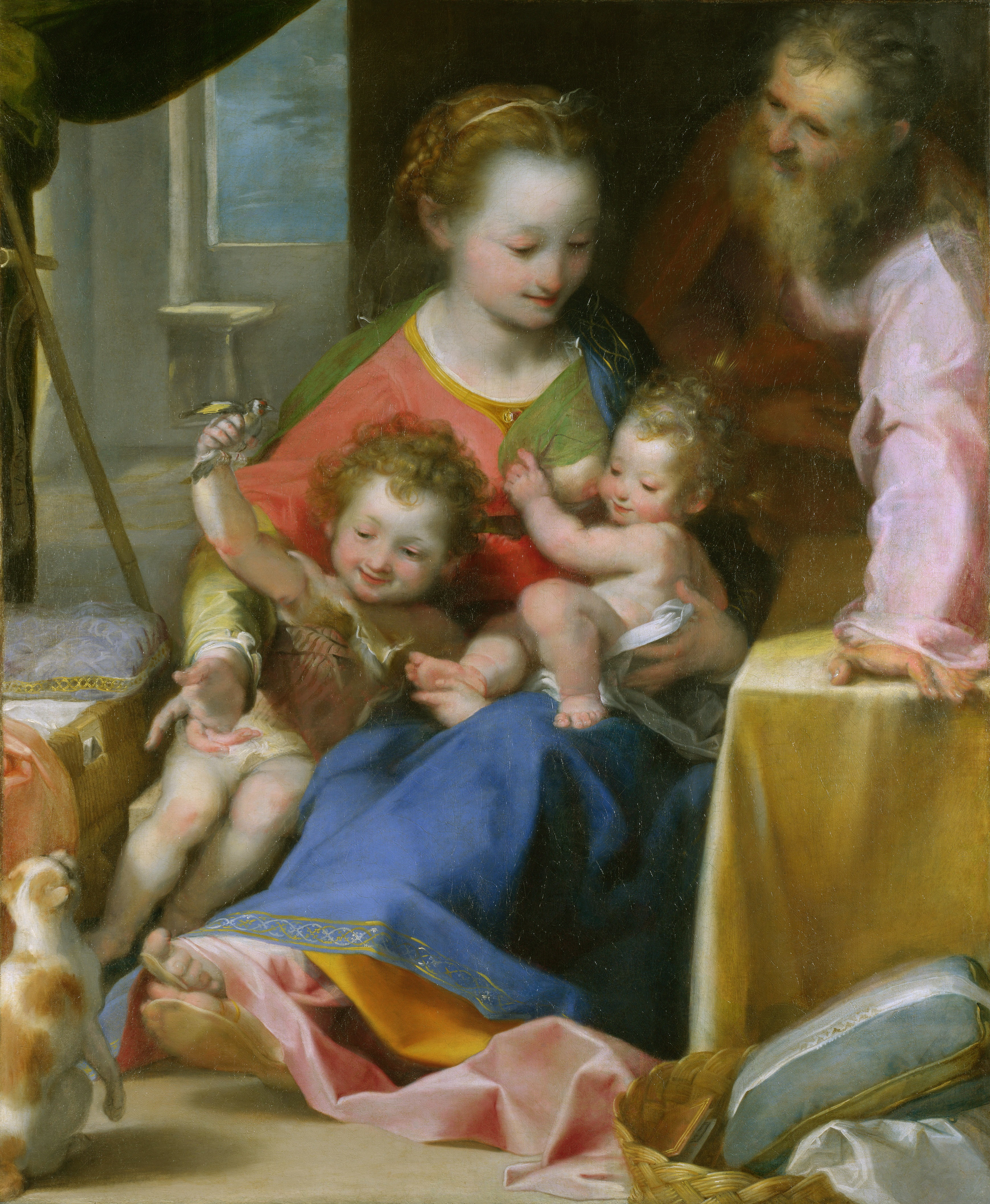
《고양이의 성모》, 1575년, 내셔널 갤러리
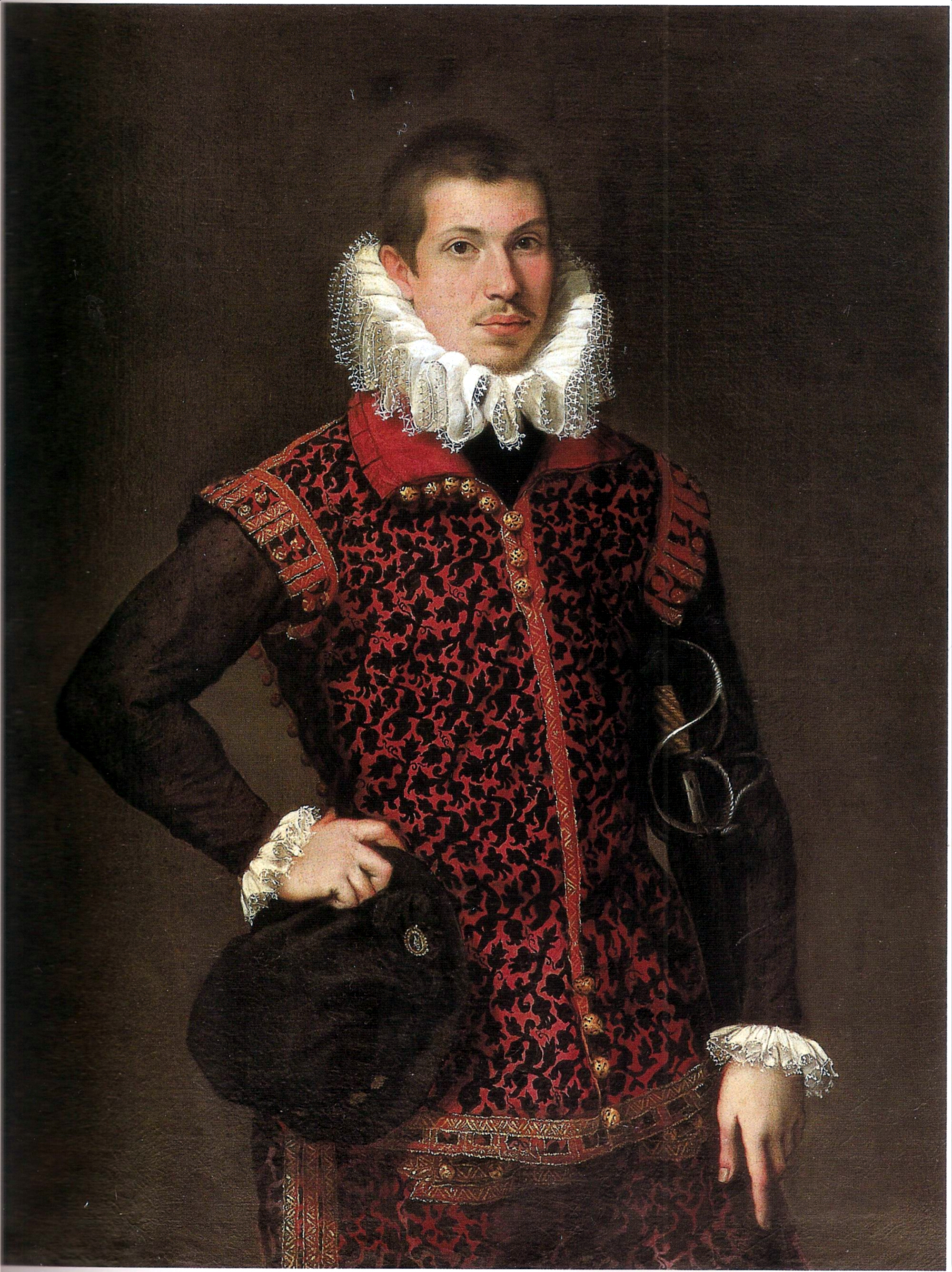
《젊은 남자의 초상화》, 1580년~1585년경, 스트라스부르 미술관
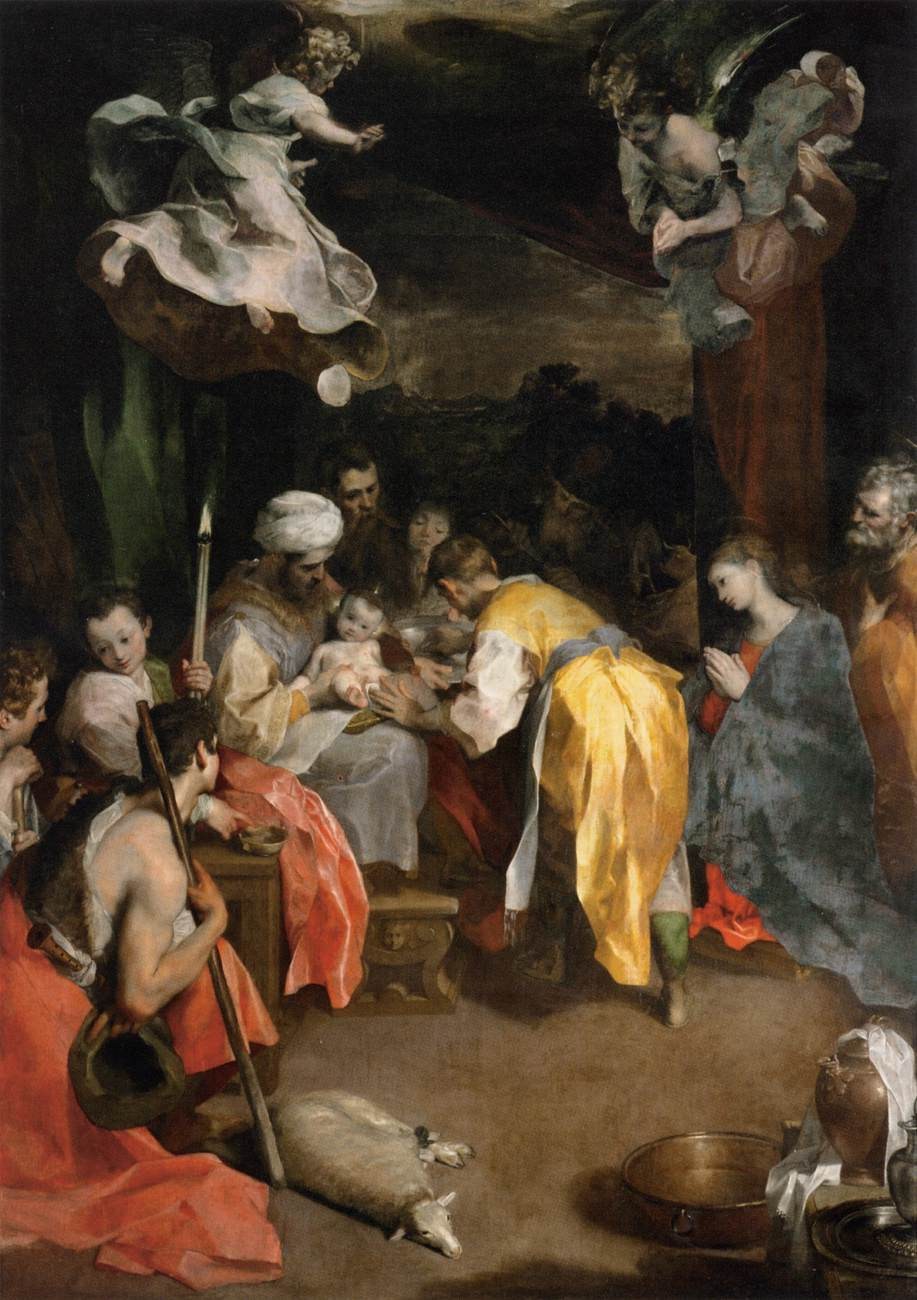
《할례》, 1590년, 루브르 박물관
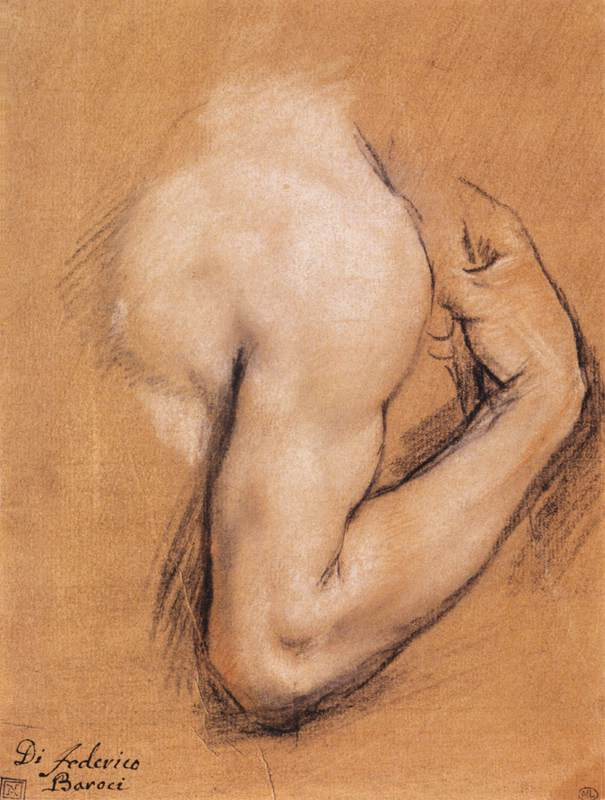
《구부러진 오른팔에 대한 습작》, 1590년경, 루브르 박물관
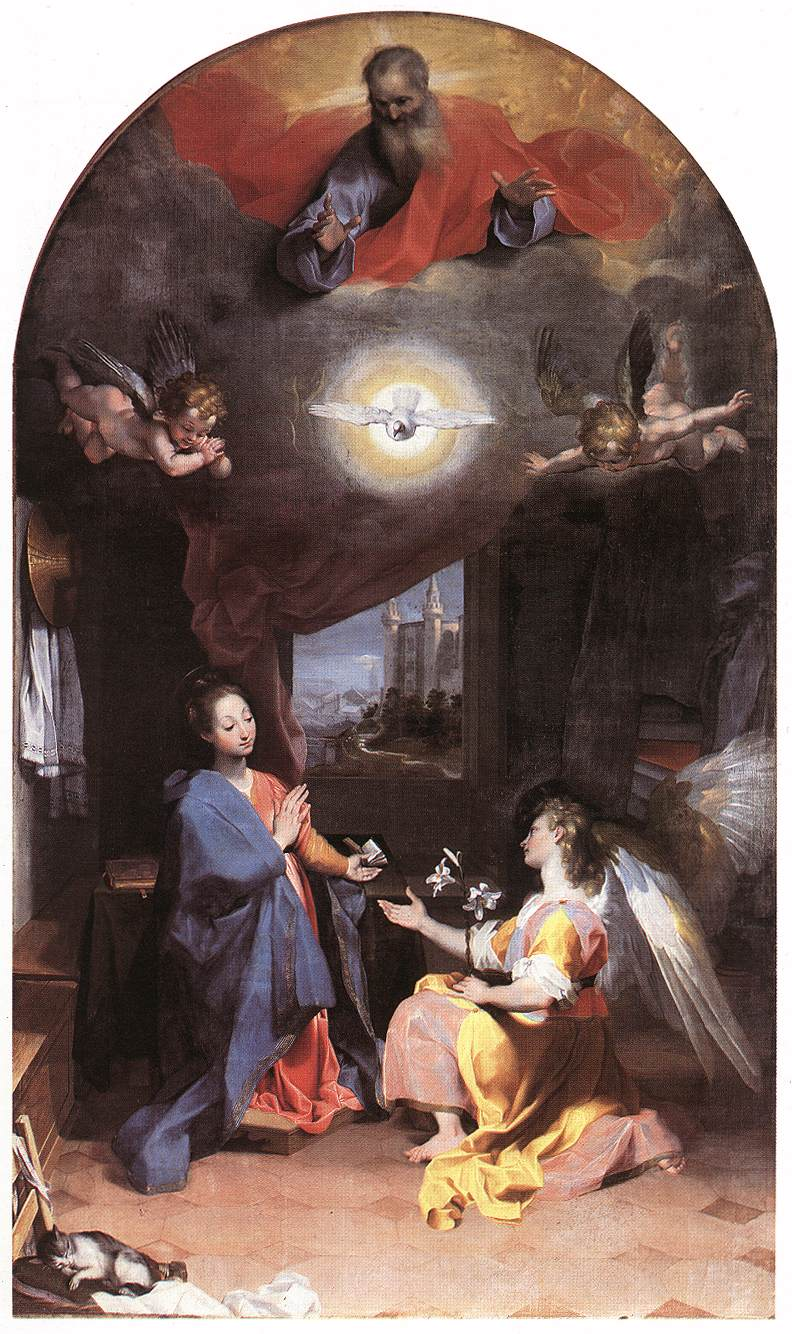
《수태고지》, 1592년~1596년, 산타 마리아 델리 안젤리 성당
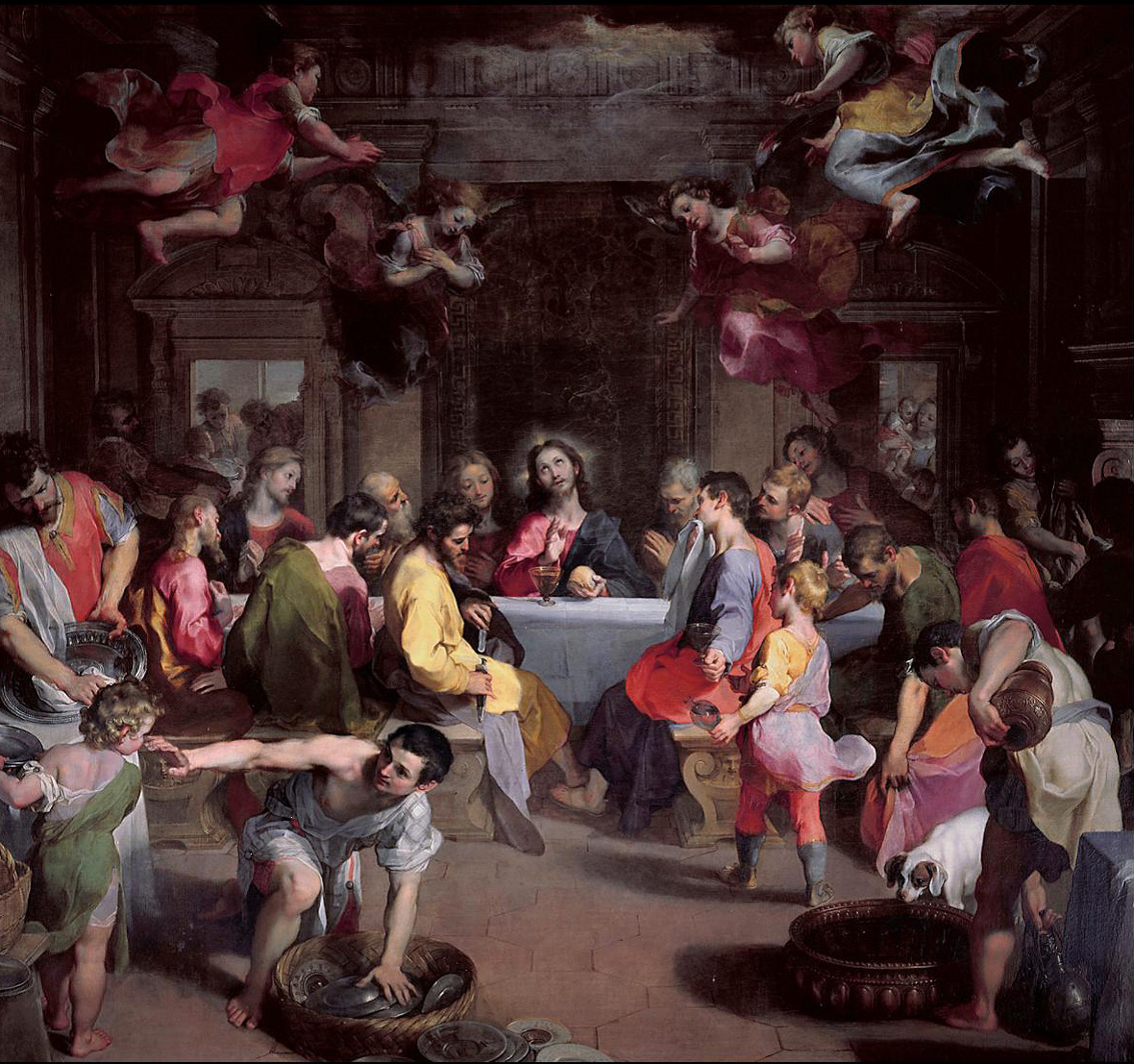
《최후의 만찬》, 1592년~1599년, 우르비노 대성당
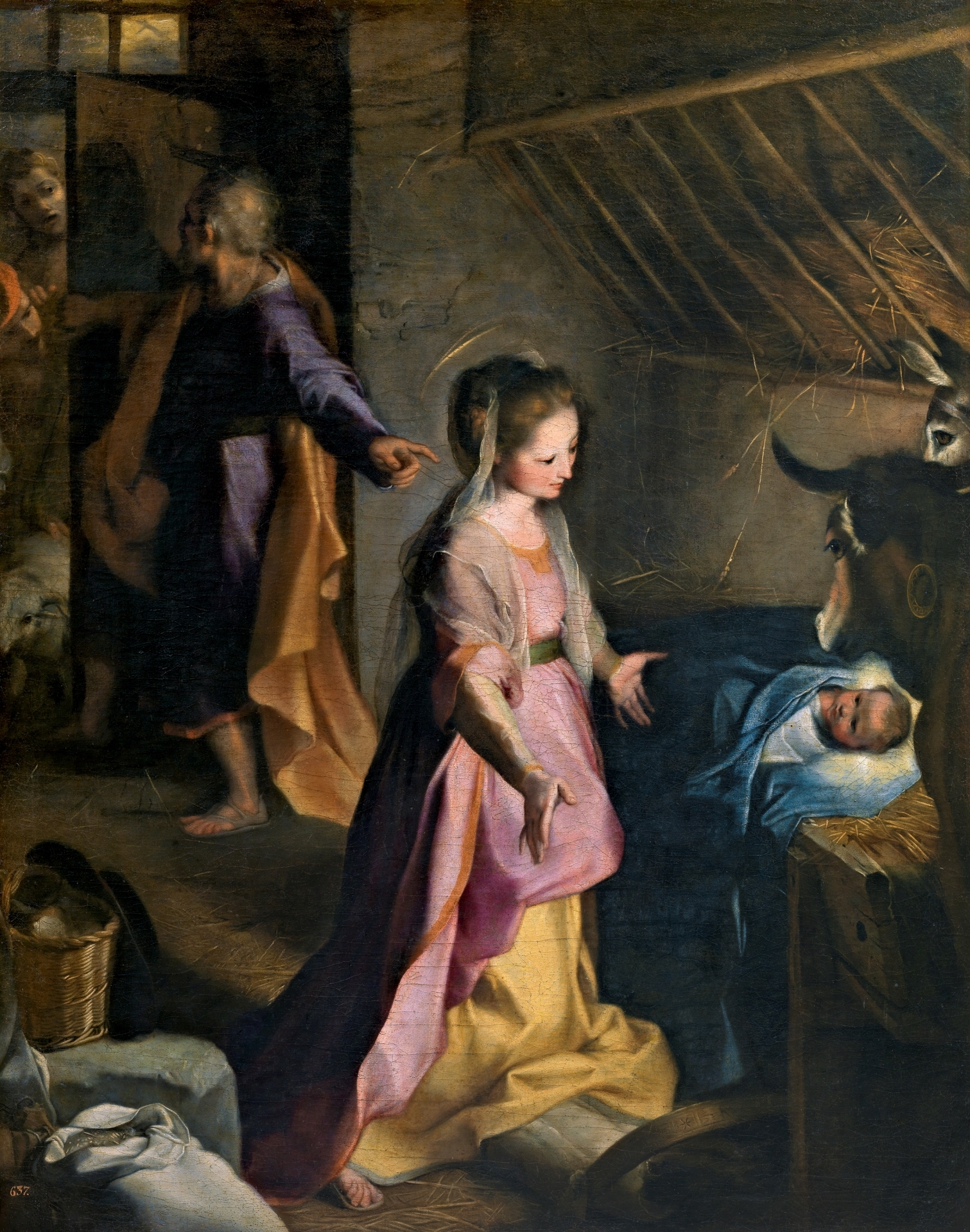
《성탄》, 1597년, 프라도 미술관
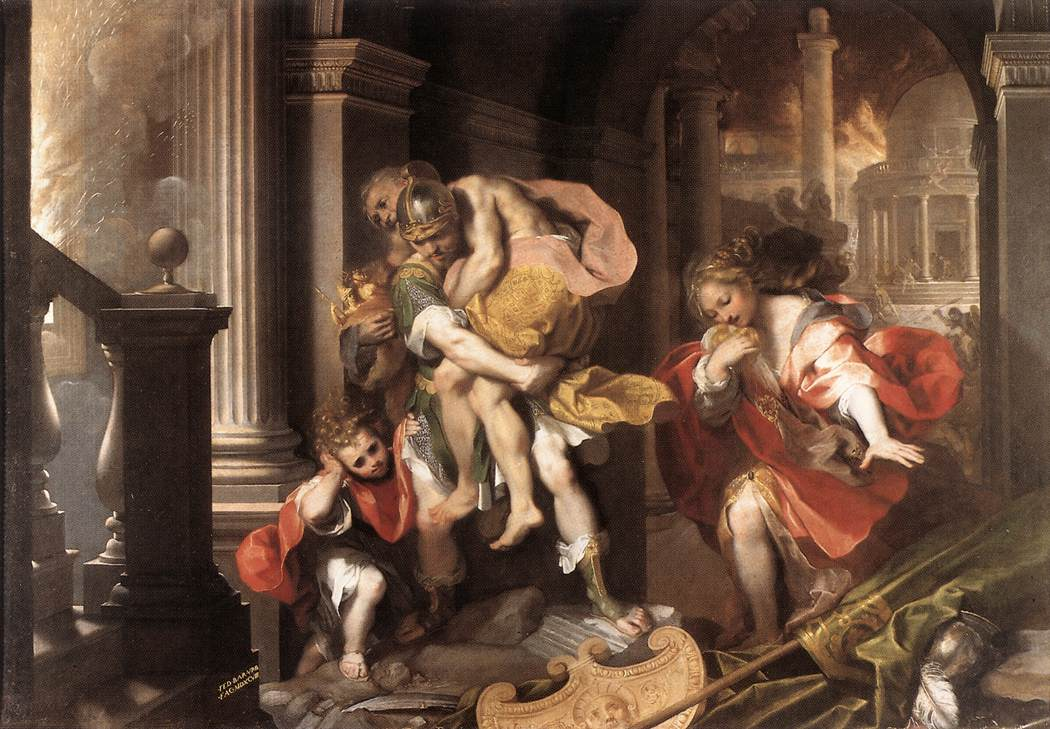
《아이네이아스의 트로이 탈출》, 1598년, 보르게세 미술관

파올로 몬티가 촬영한 페데리코 바로치의 스케치
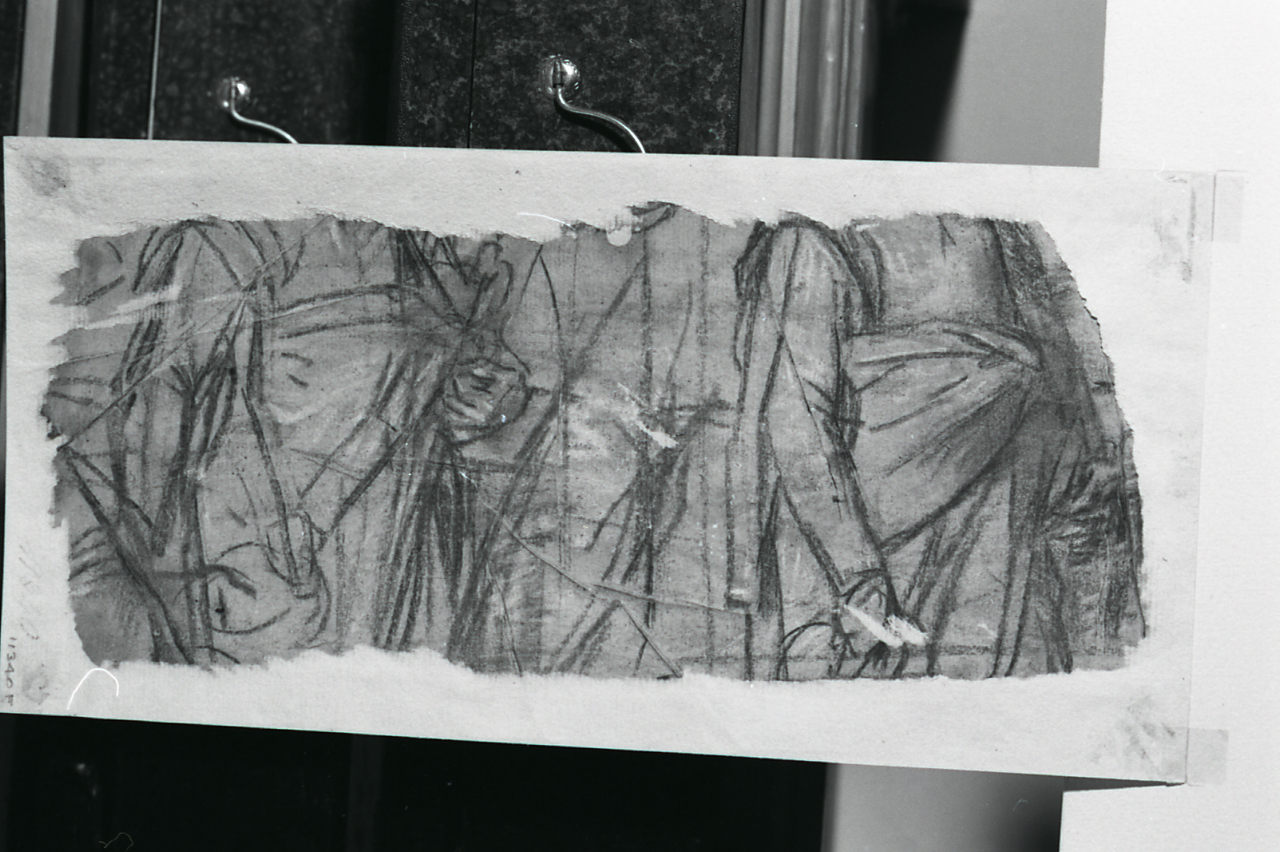
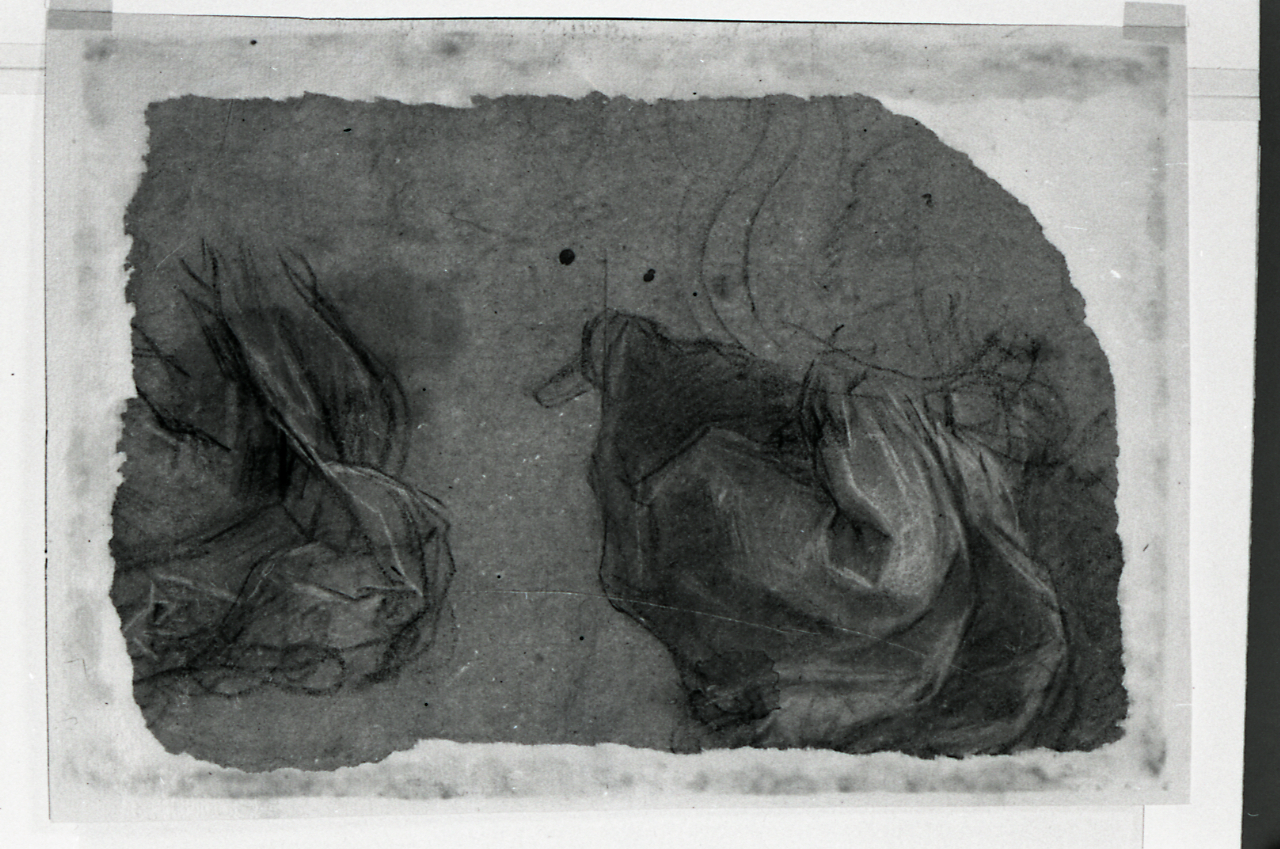
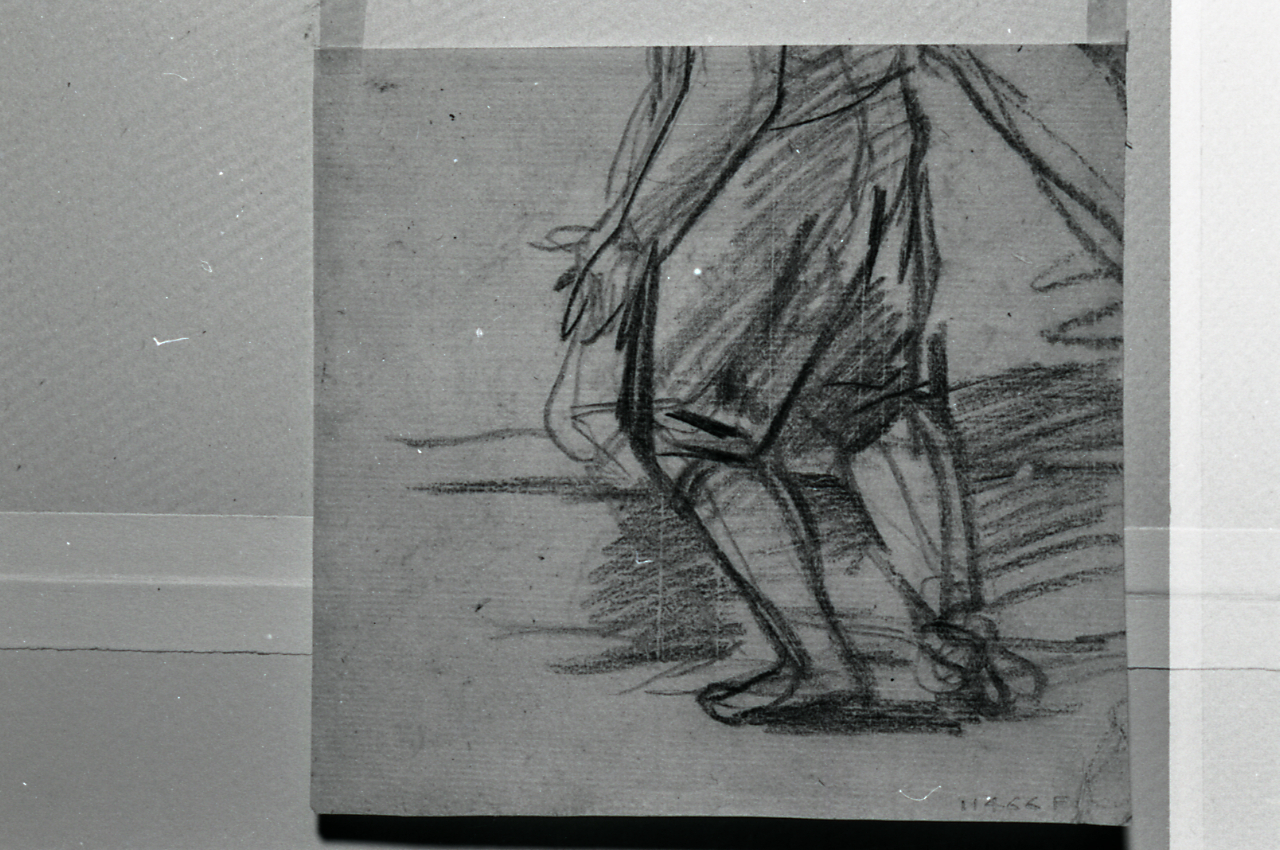
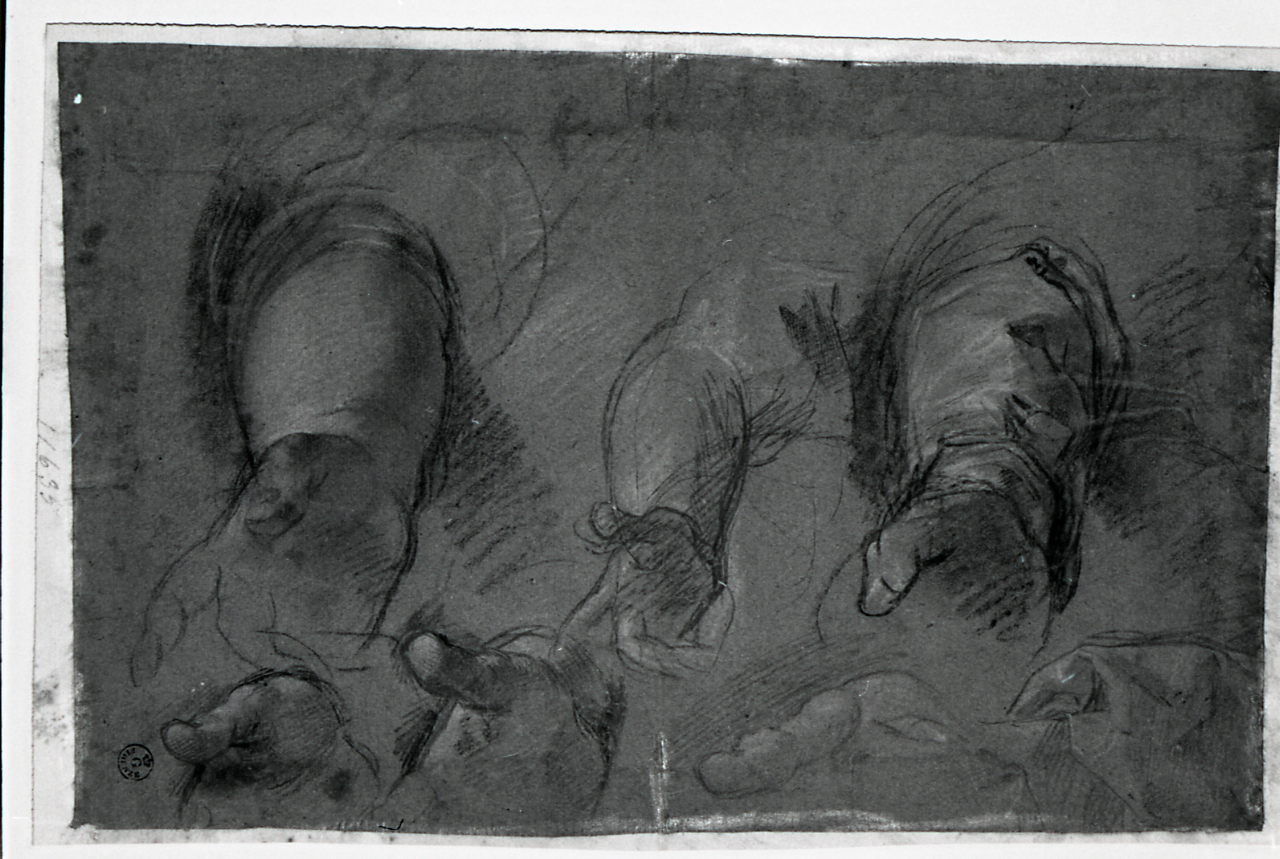
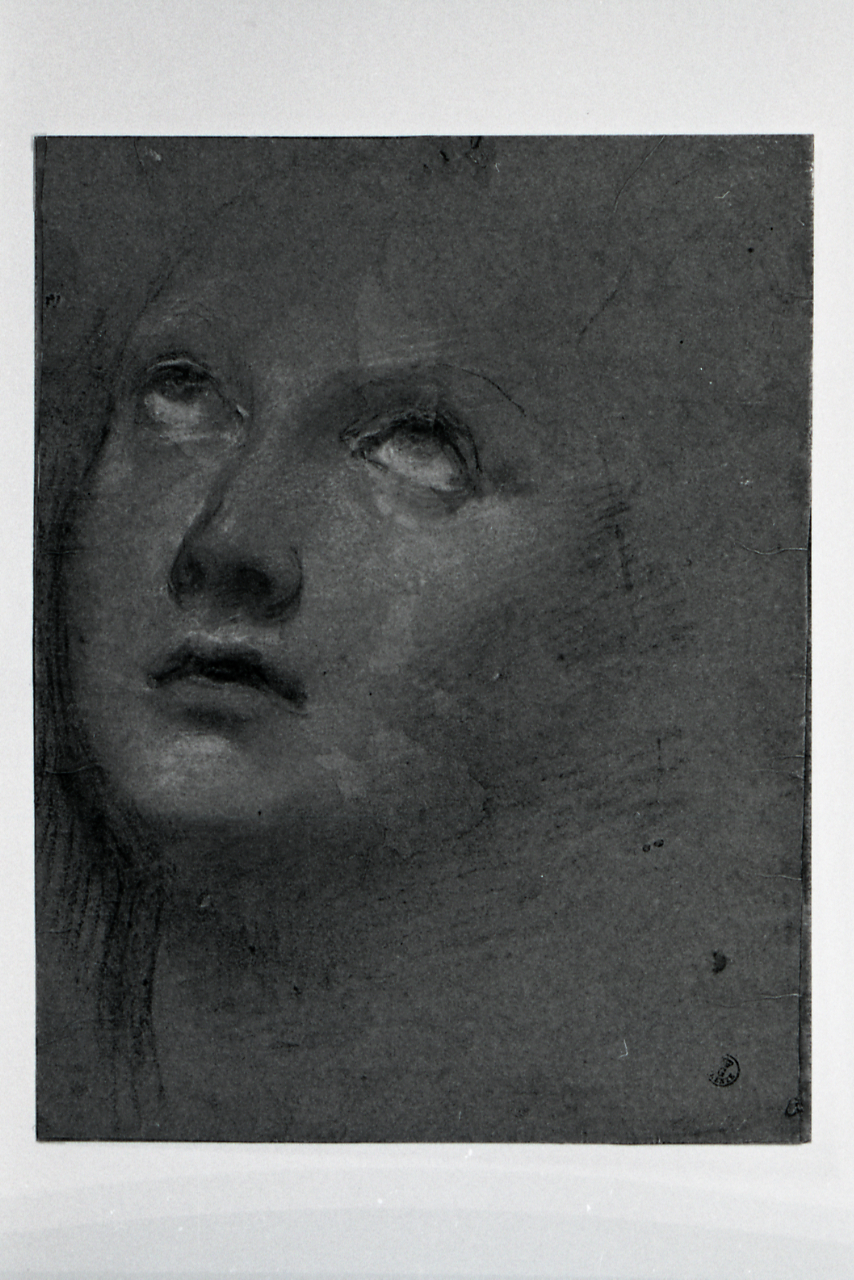
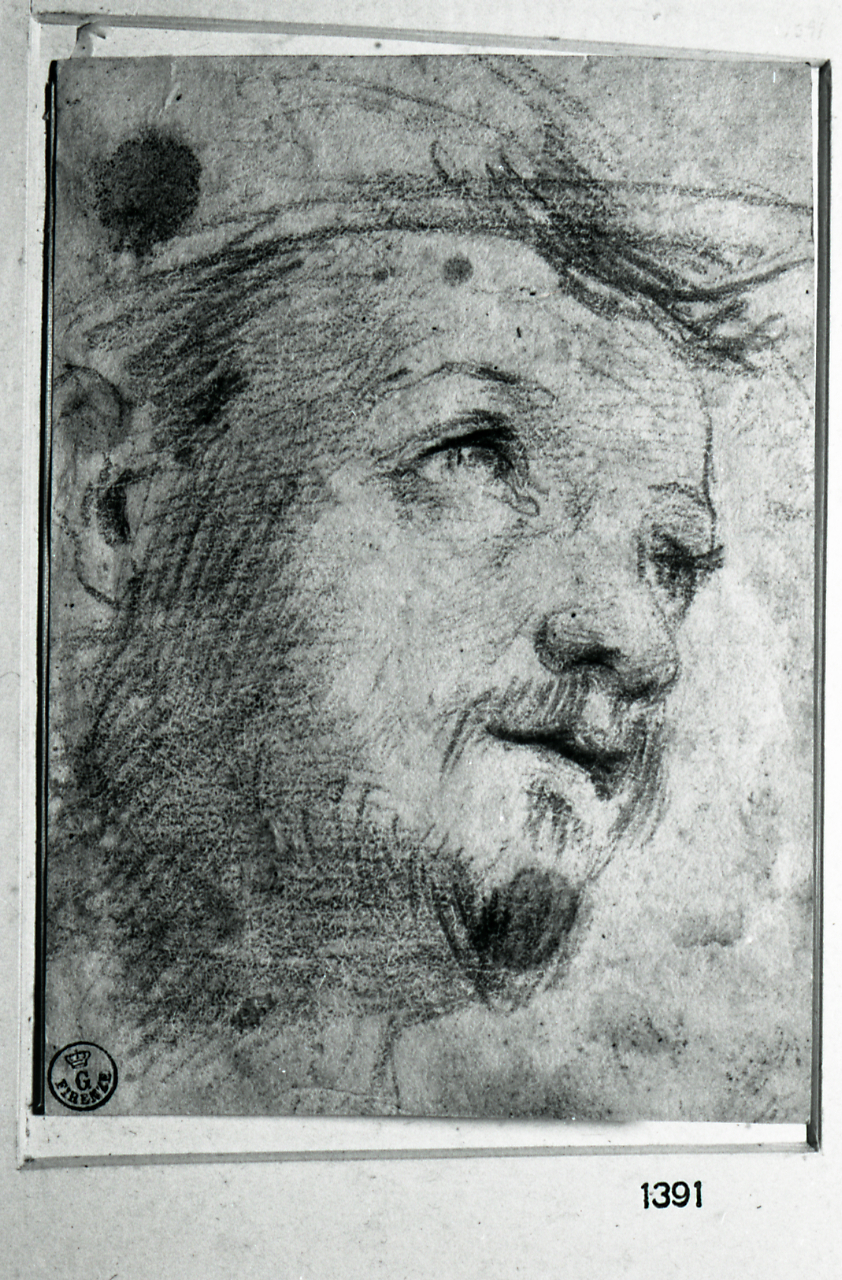
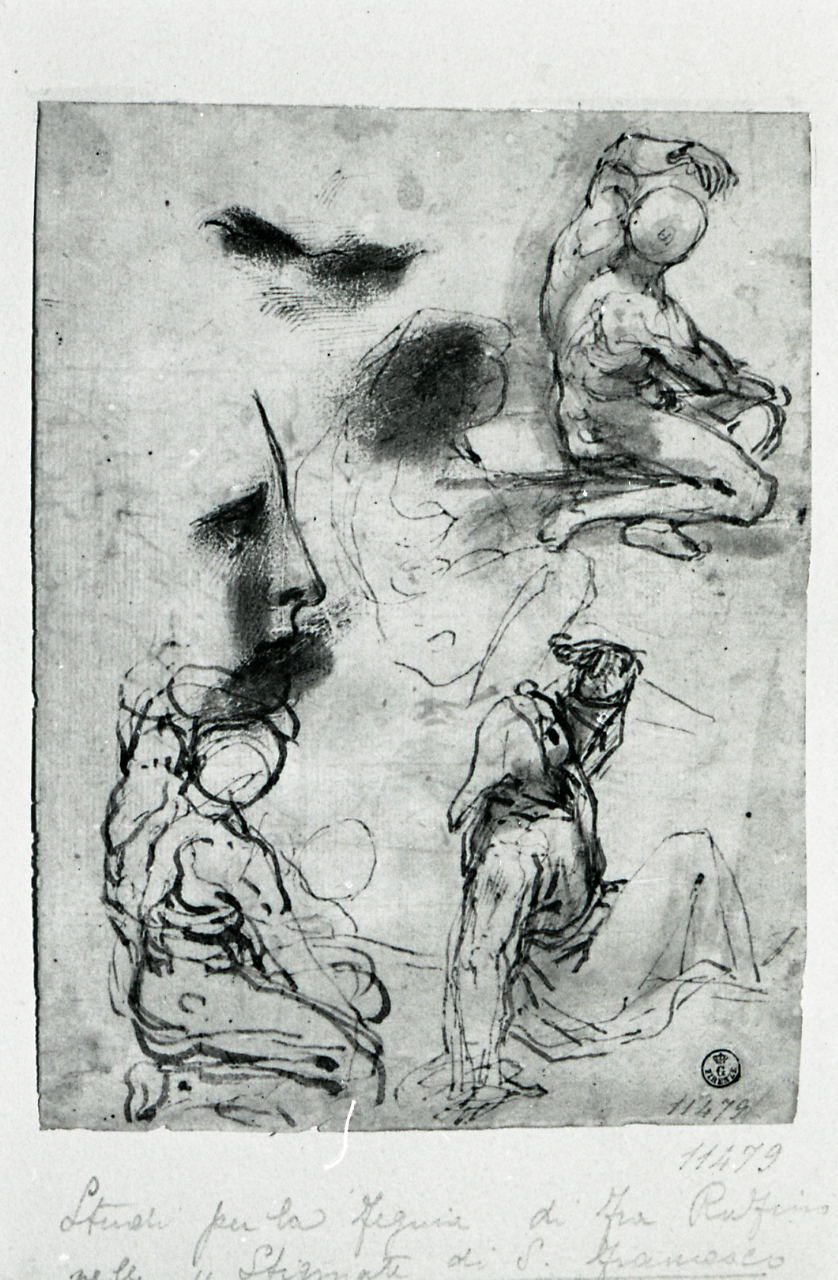
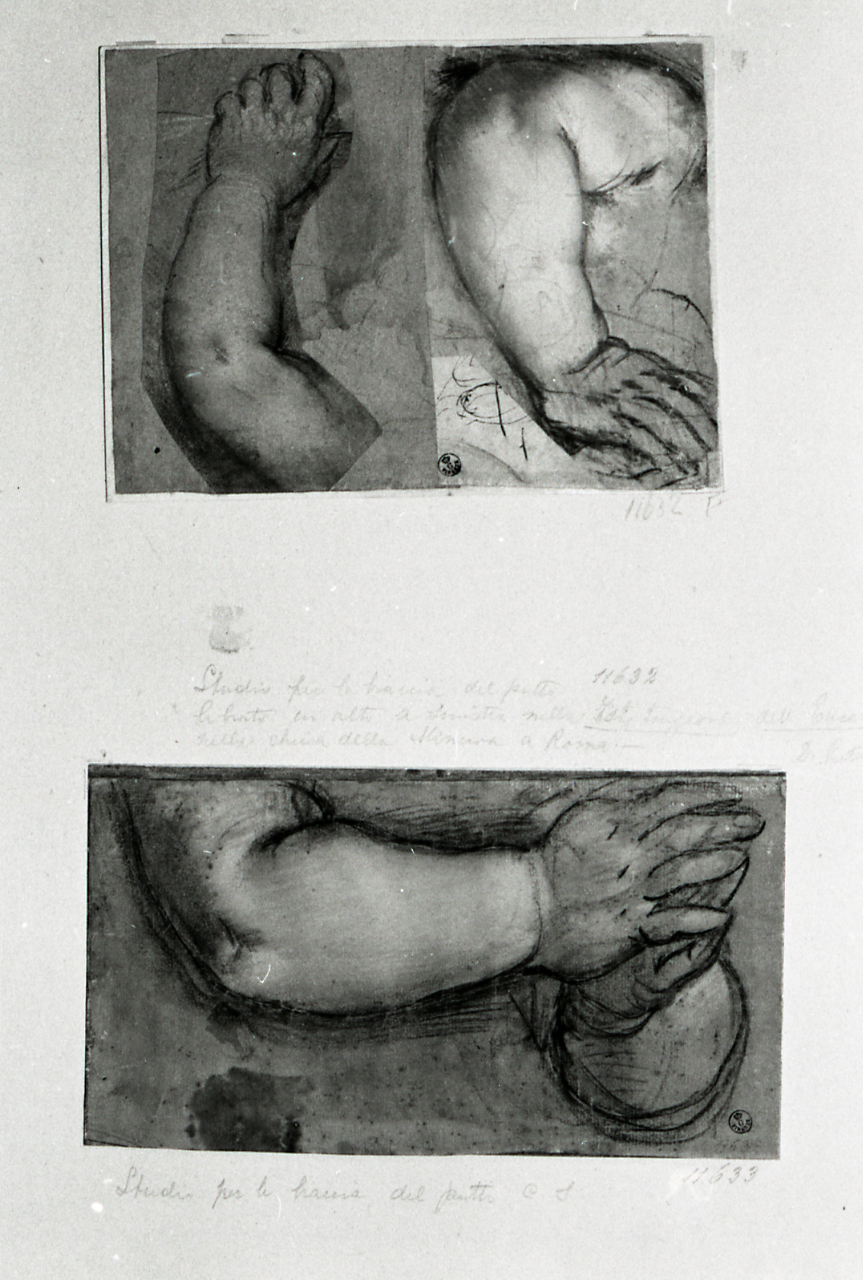
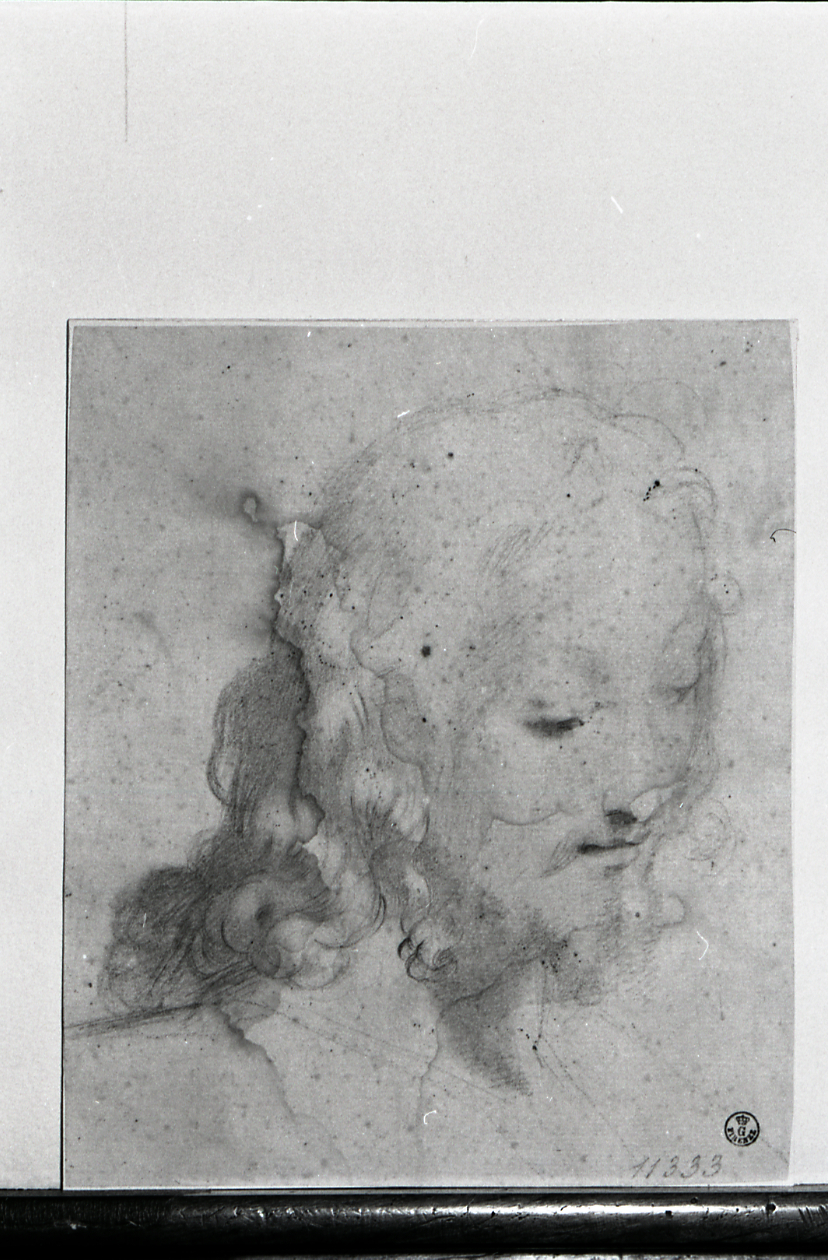
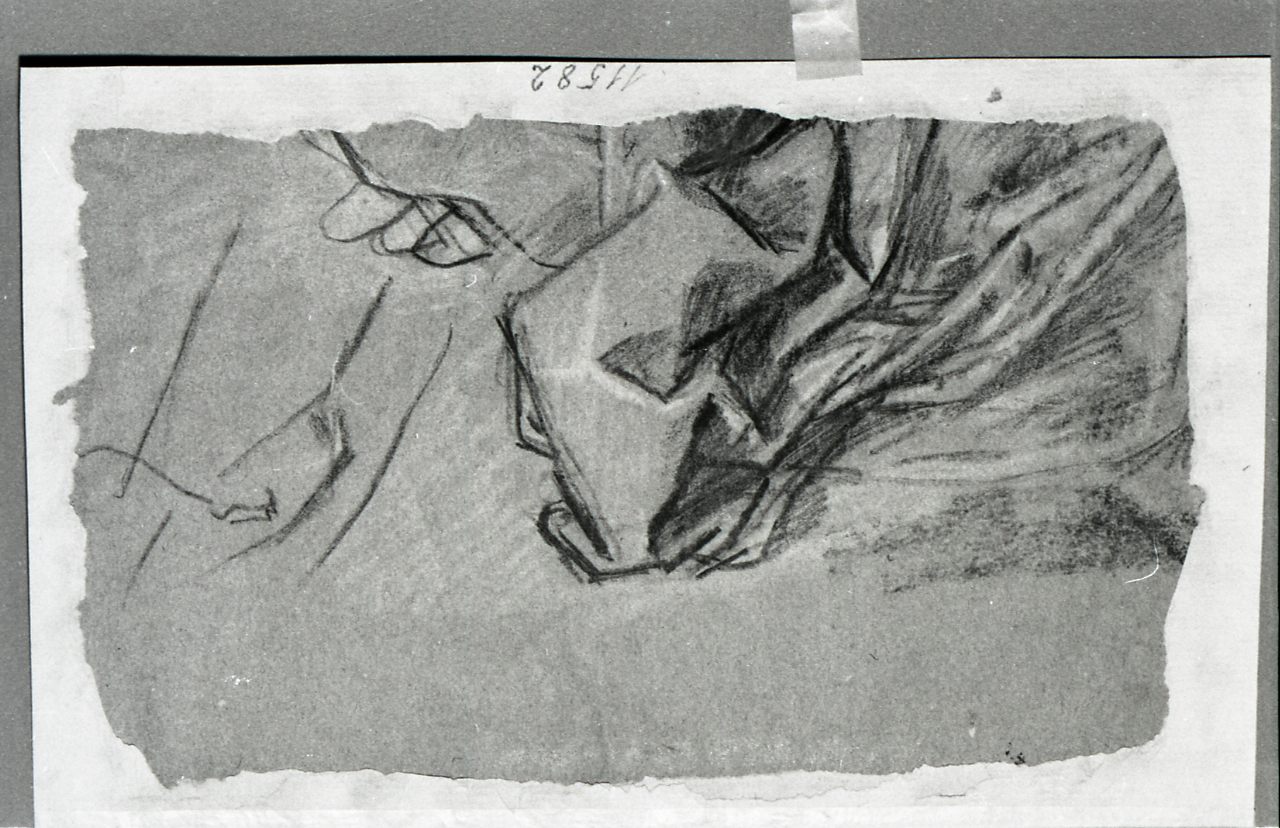
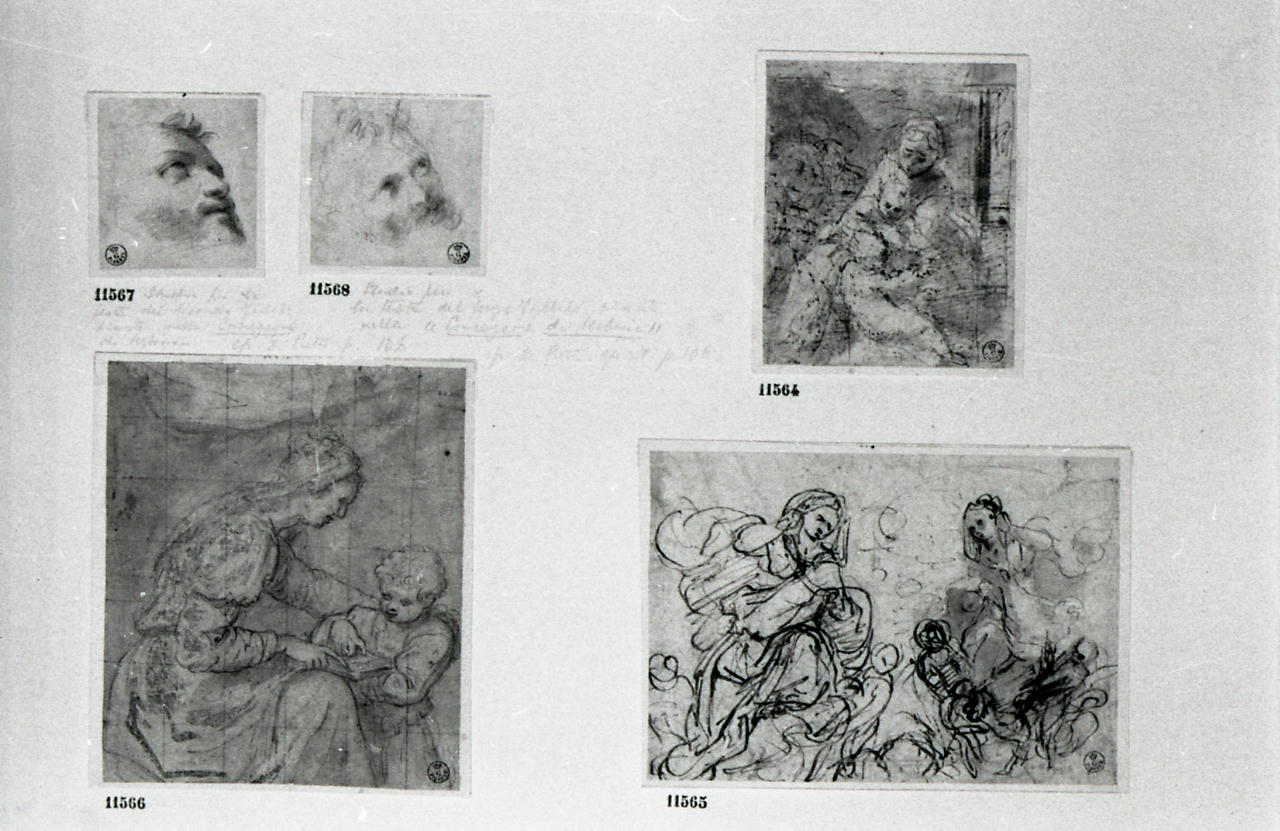
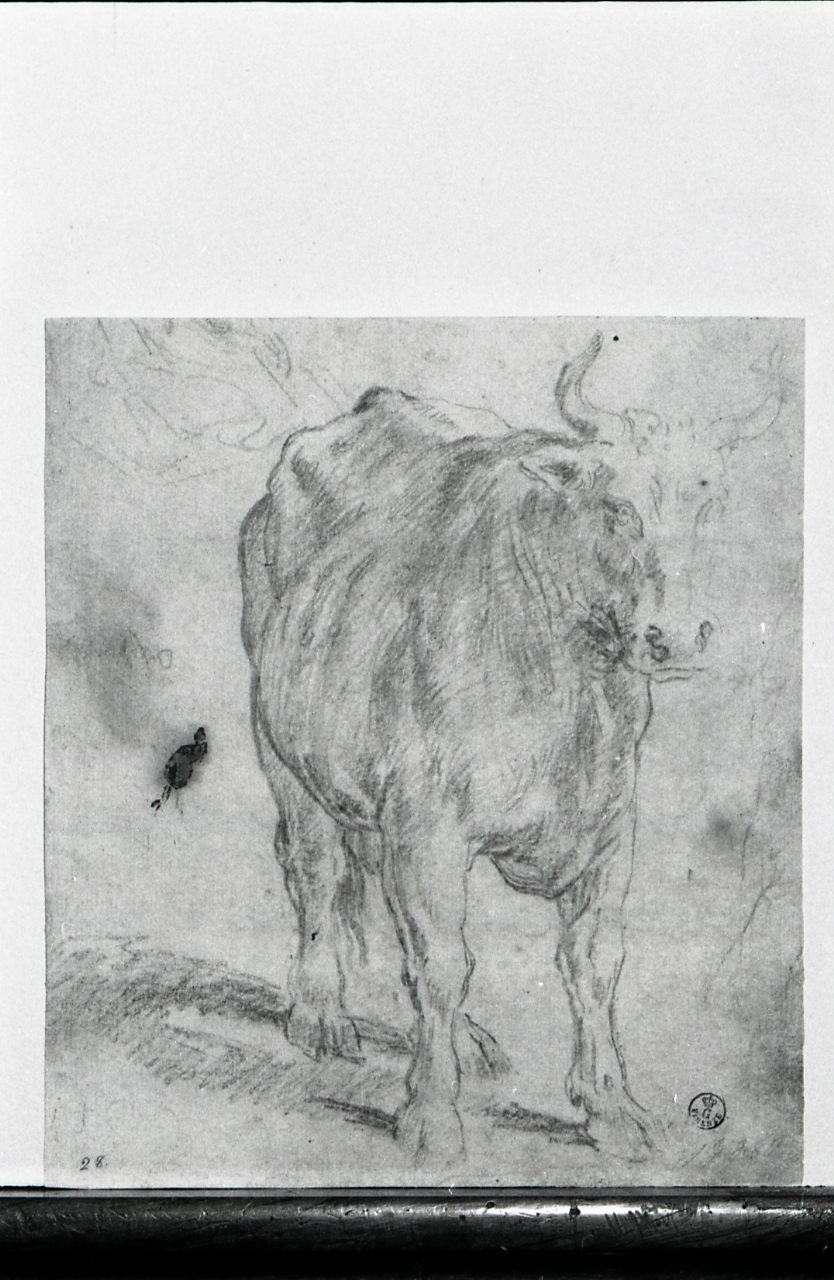
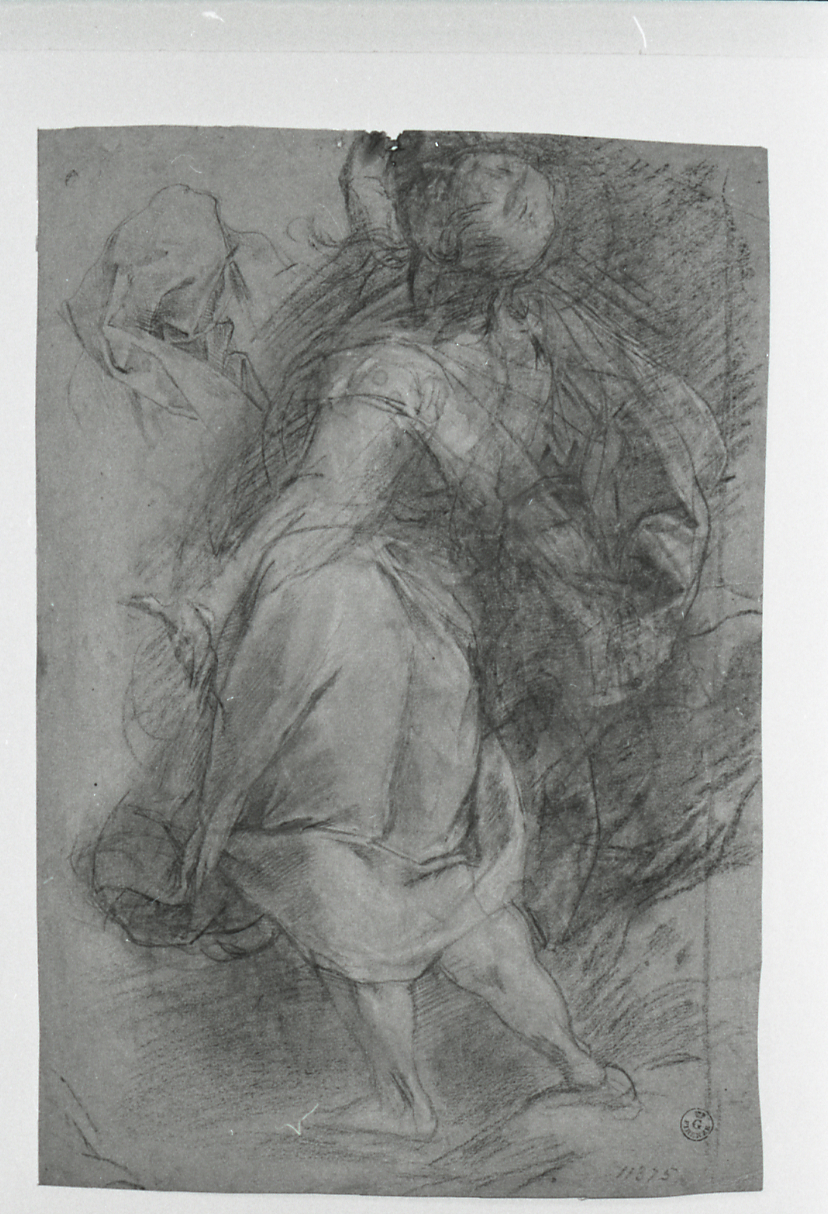
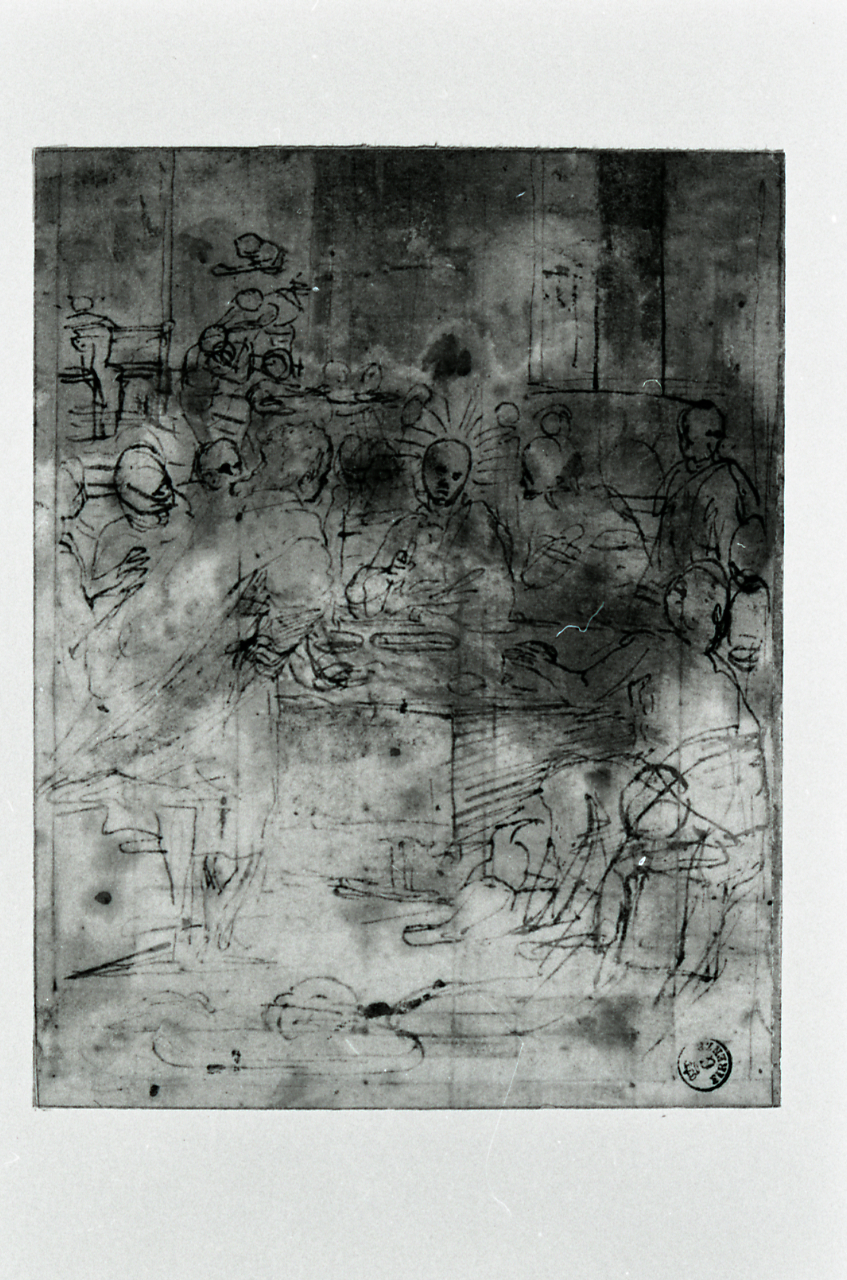
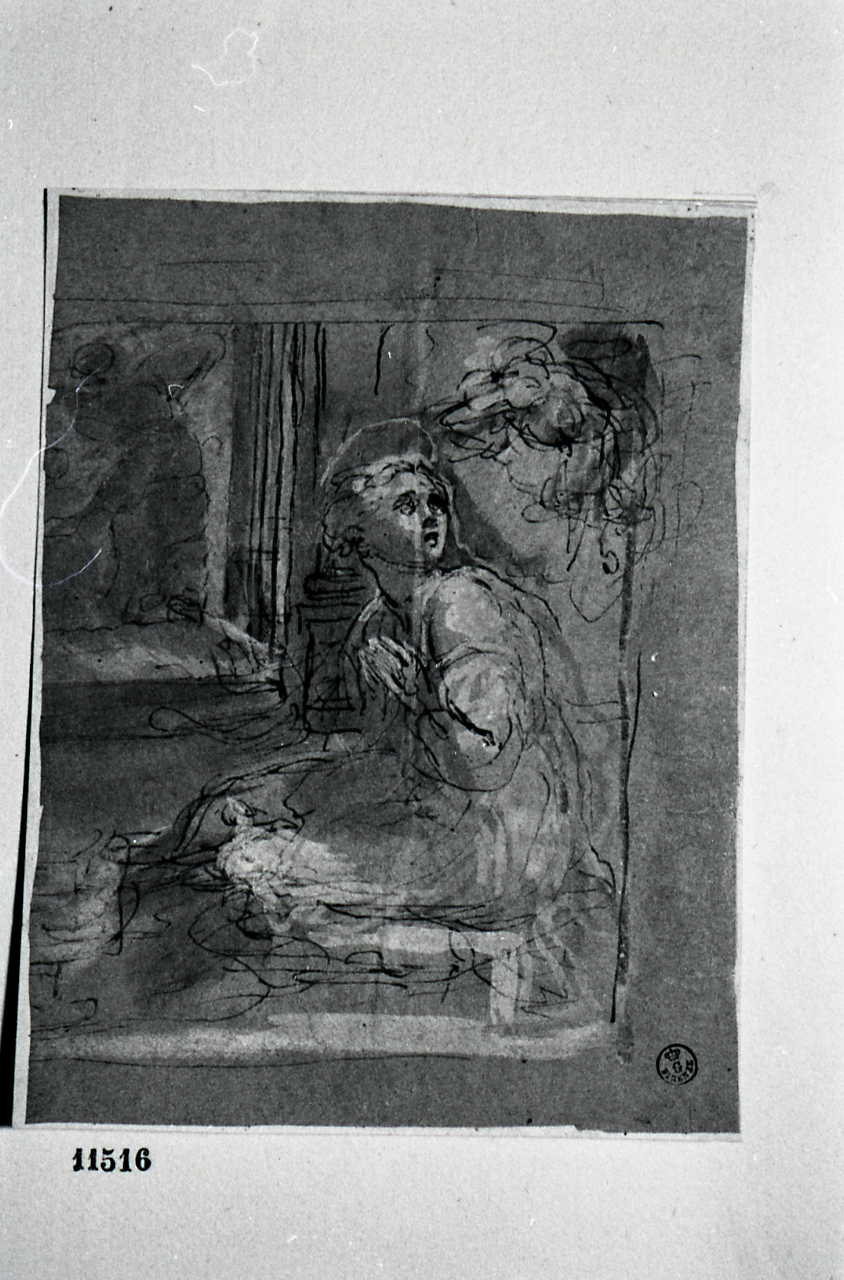
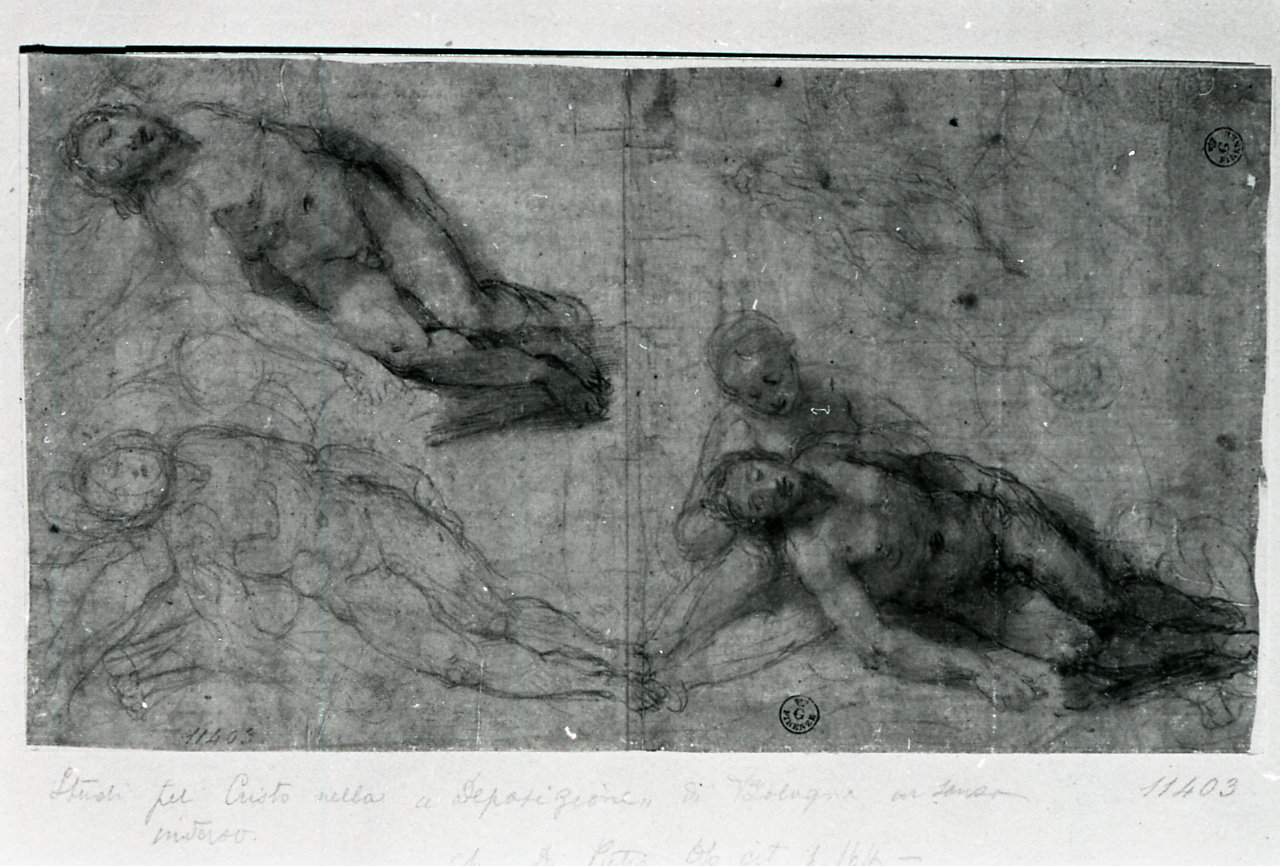
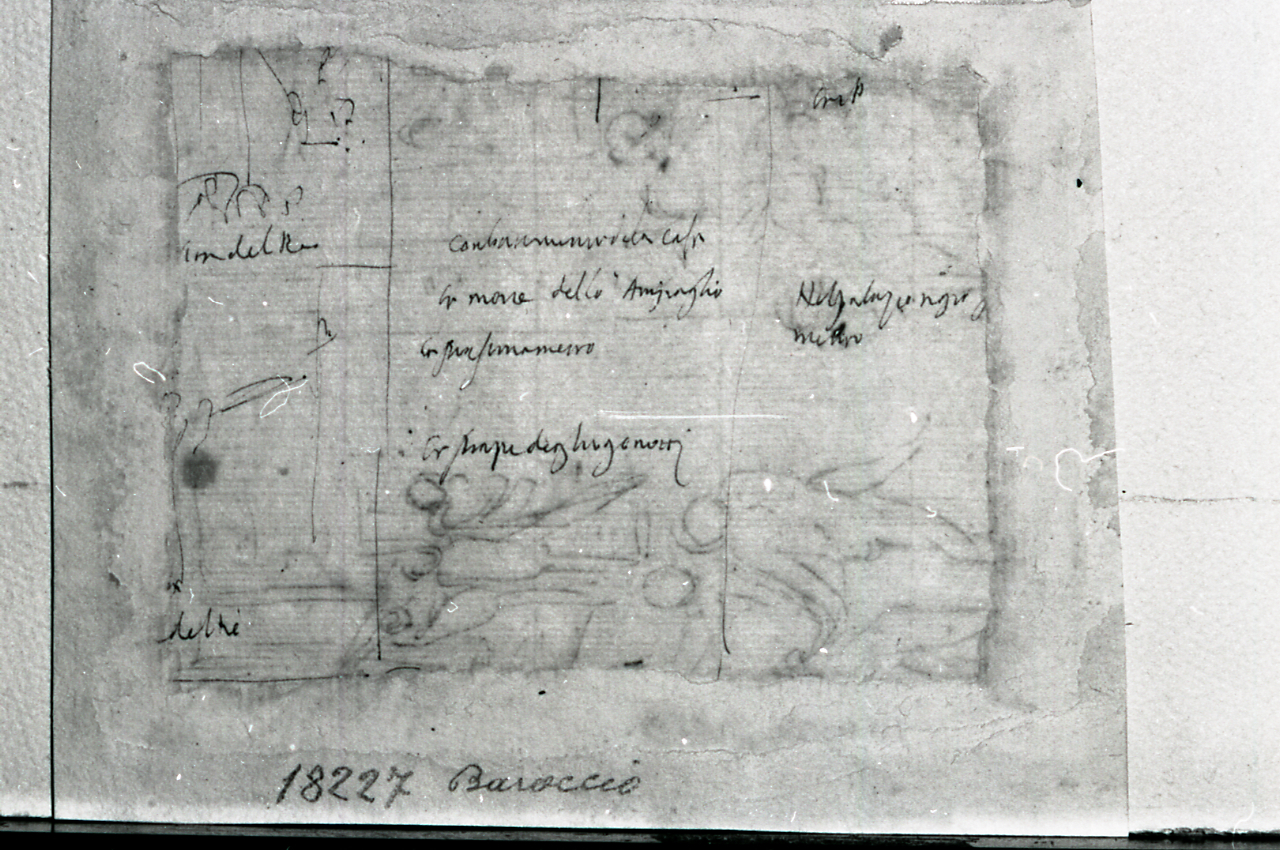
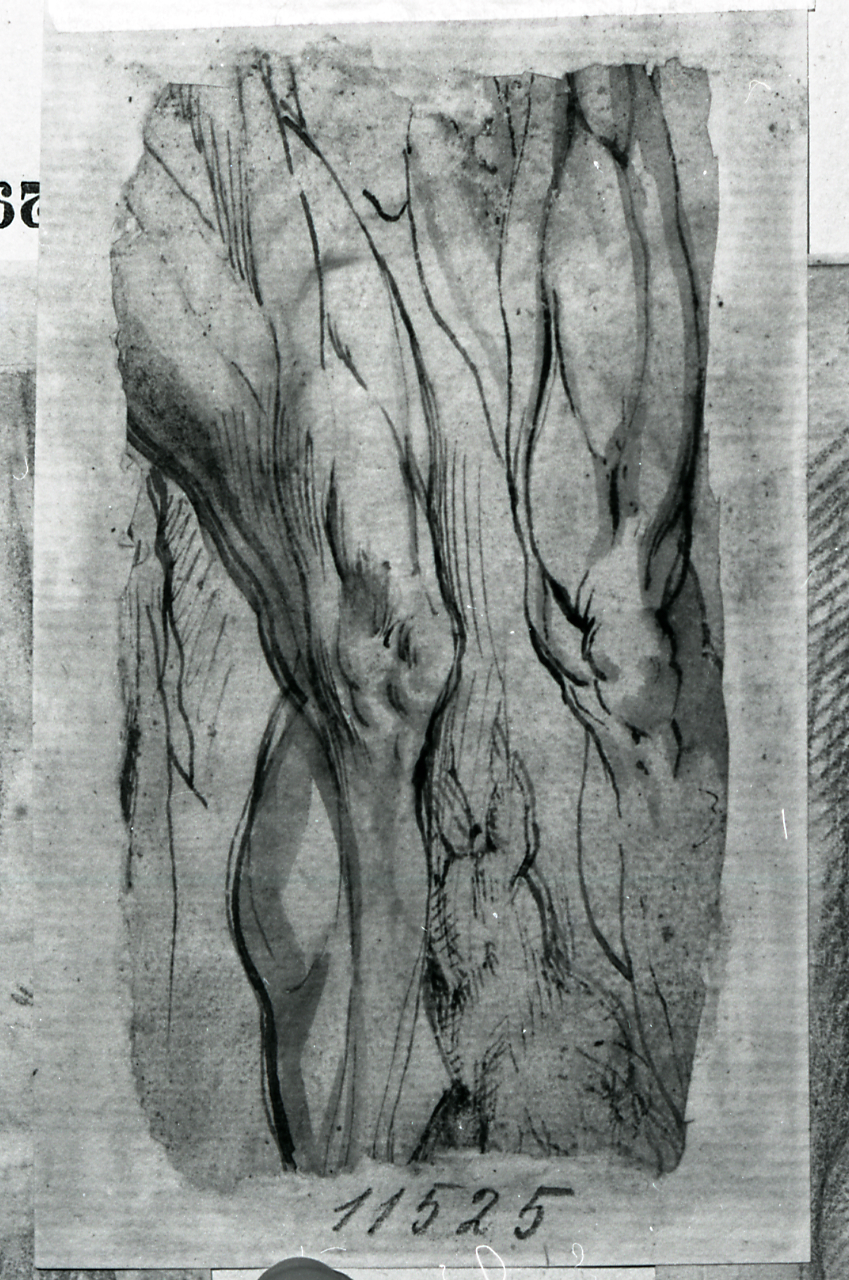
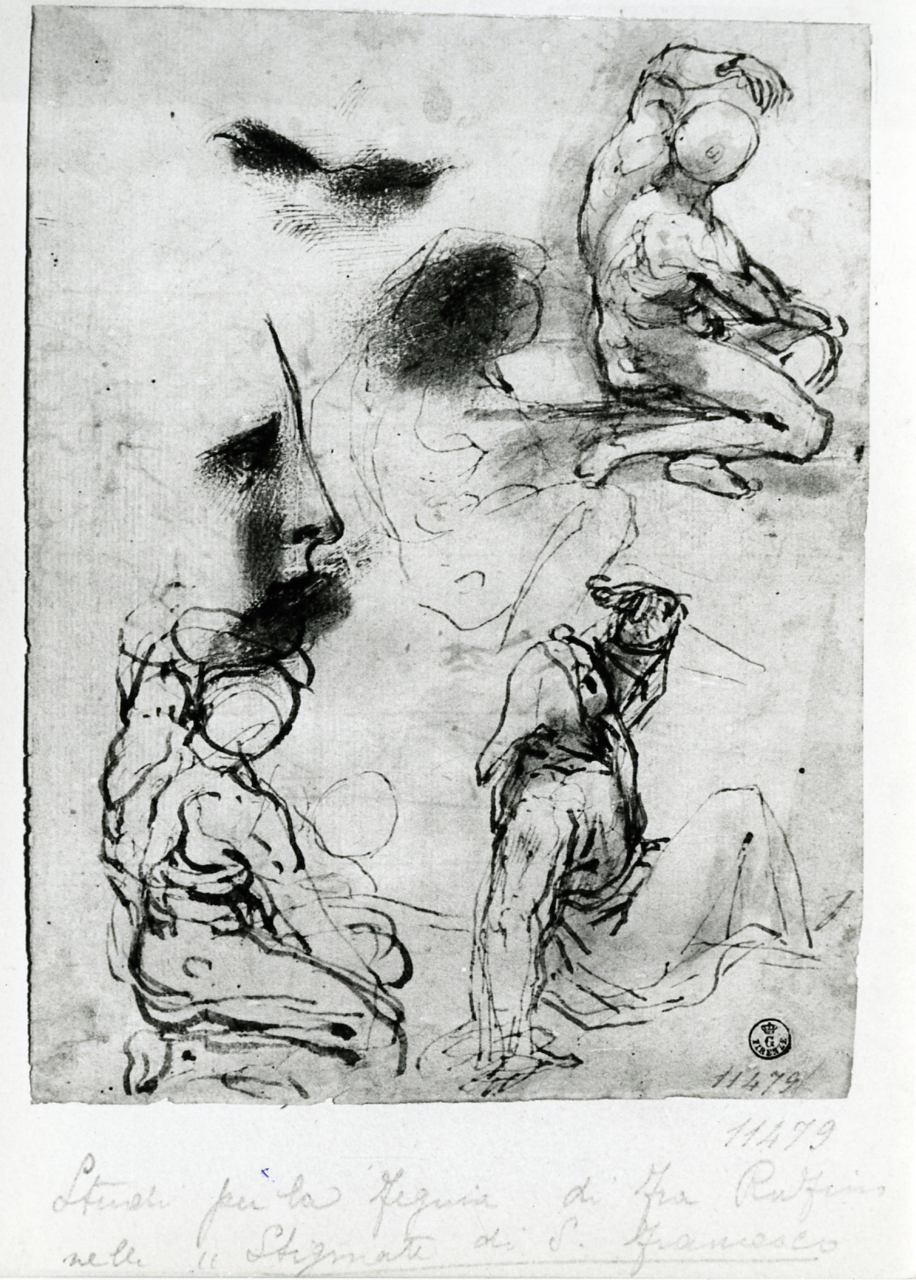
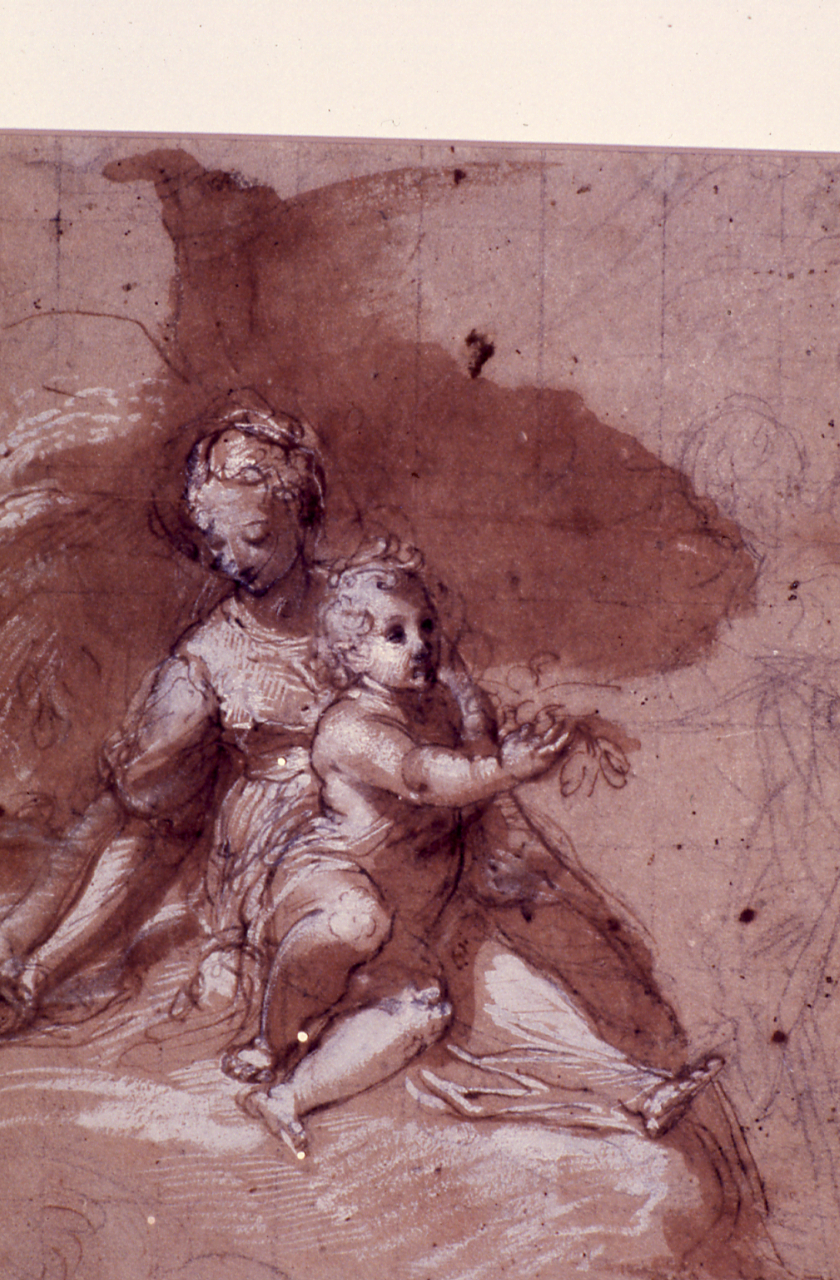
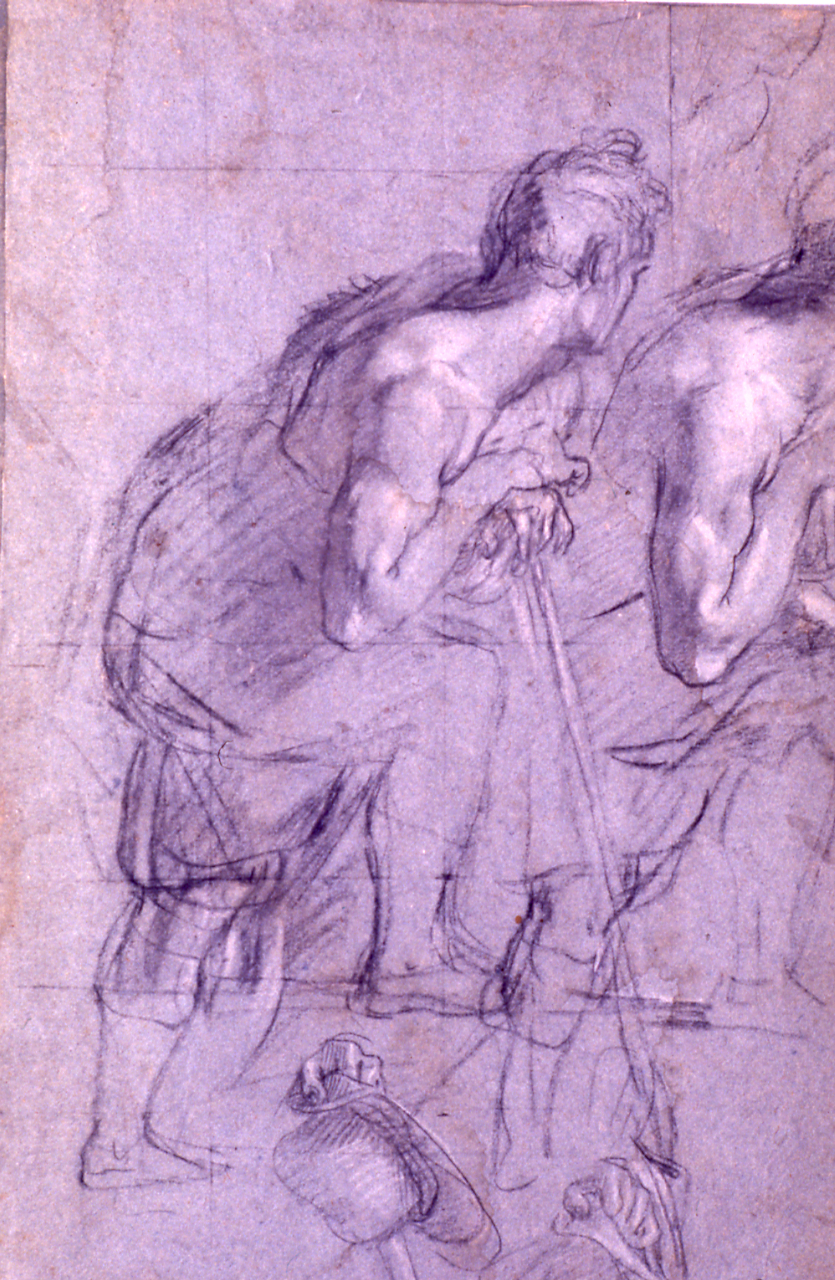
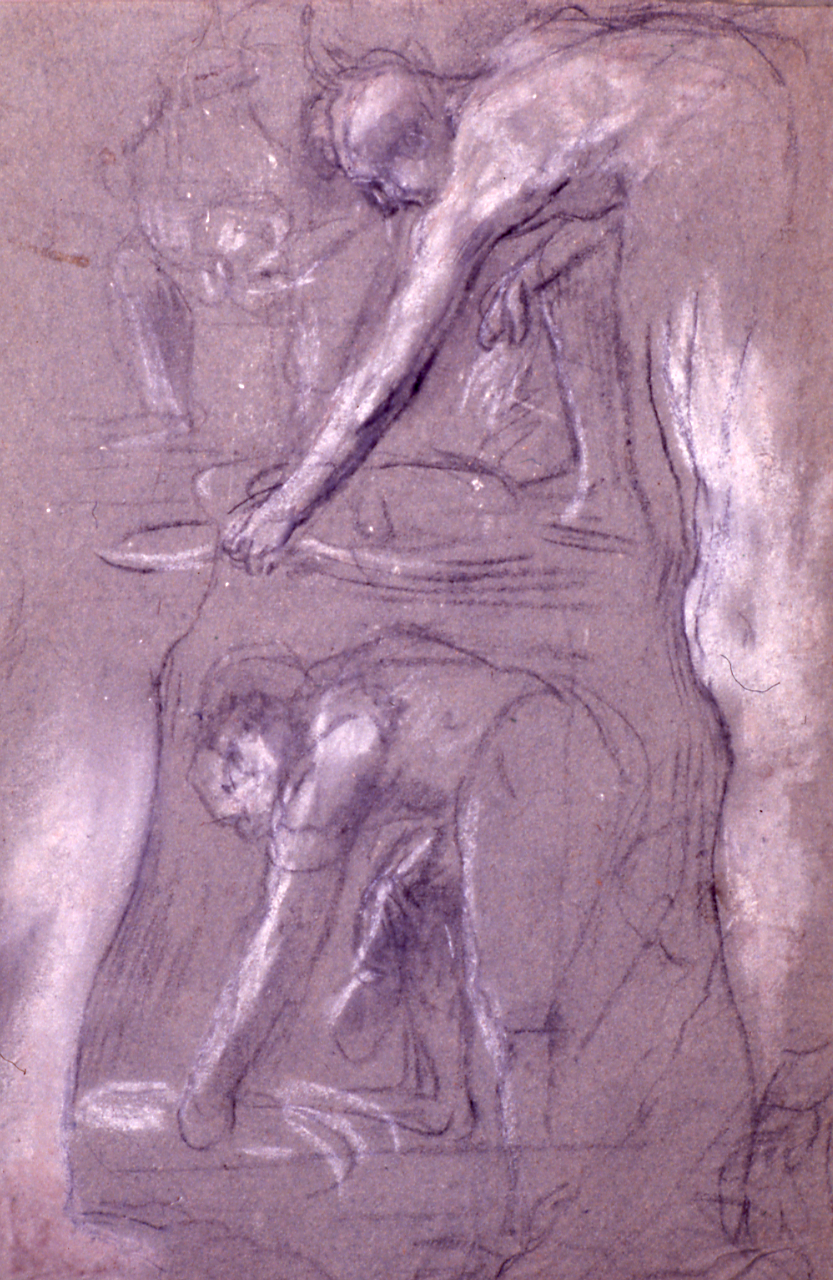
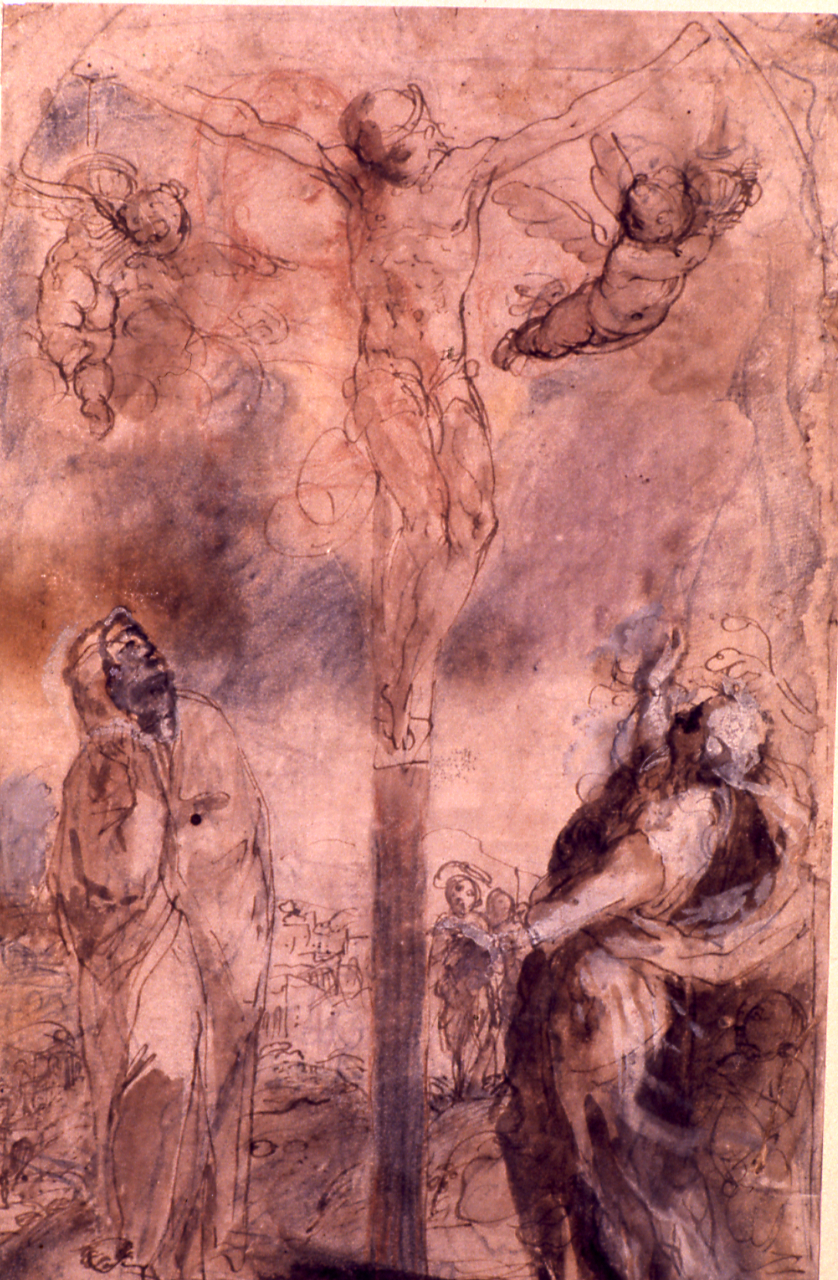
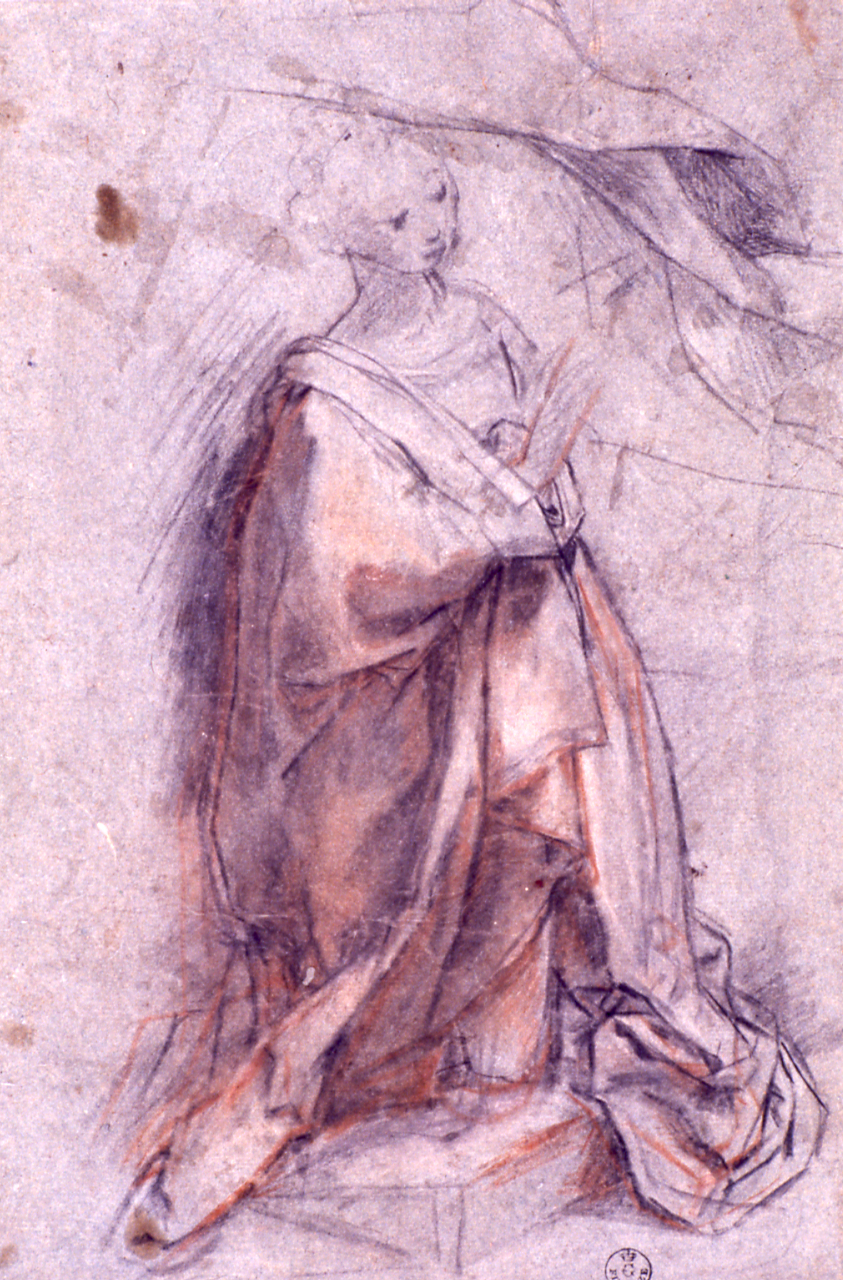
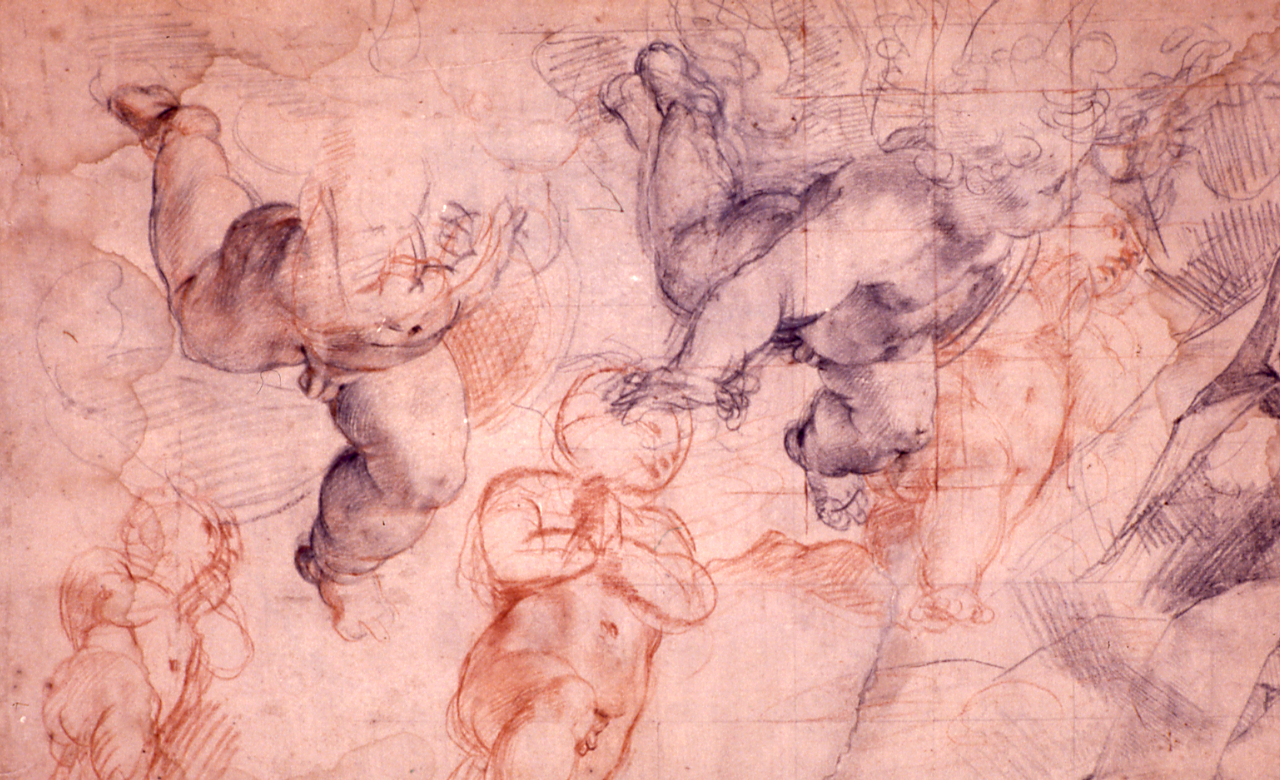